# Biografielijst Ma

## Ma
- Ma Ke (1971), Chinees modeontwerpster
- Kenneth Ma (1960), Hongkongs autocoureur
- Ma Lin (1873-1945), Chinees krijgsheer
- Ma Lin (1980), Chinees tafeltennisser
- Ma Long (1988), Chinees tafeltennisser
- Philip Ma (1963), Hongkongs autocoureur
- Qinghua Ma (1987), Chinees autocoureur
- Tzi Ma (1962), Chinees acteur
- Ma Wenge (1968), Chinees tafeltennisser
- Ma Yuqin (1972), Chinees atlete

## Maa

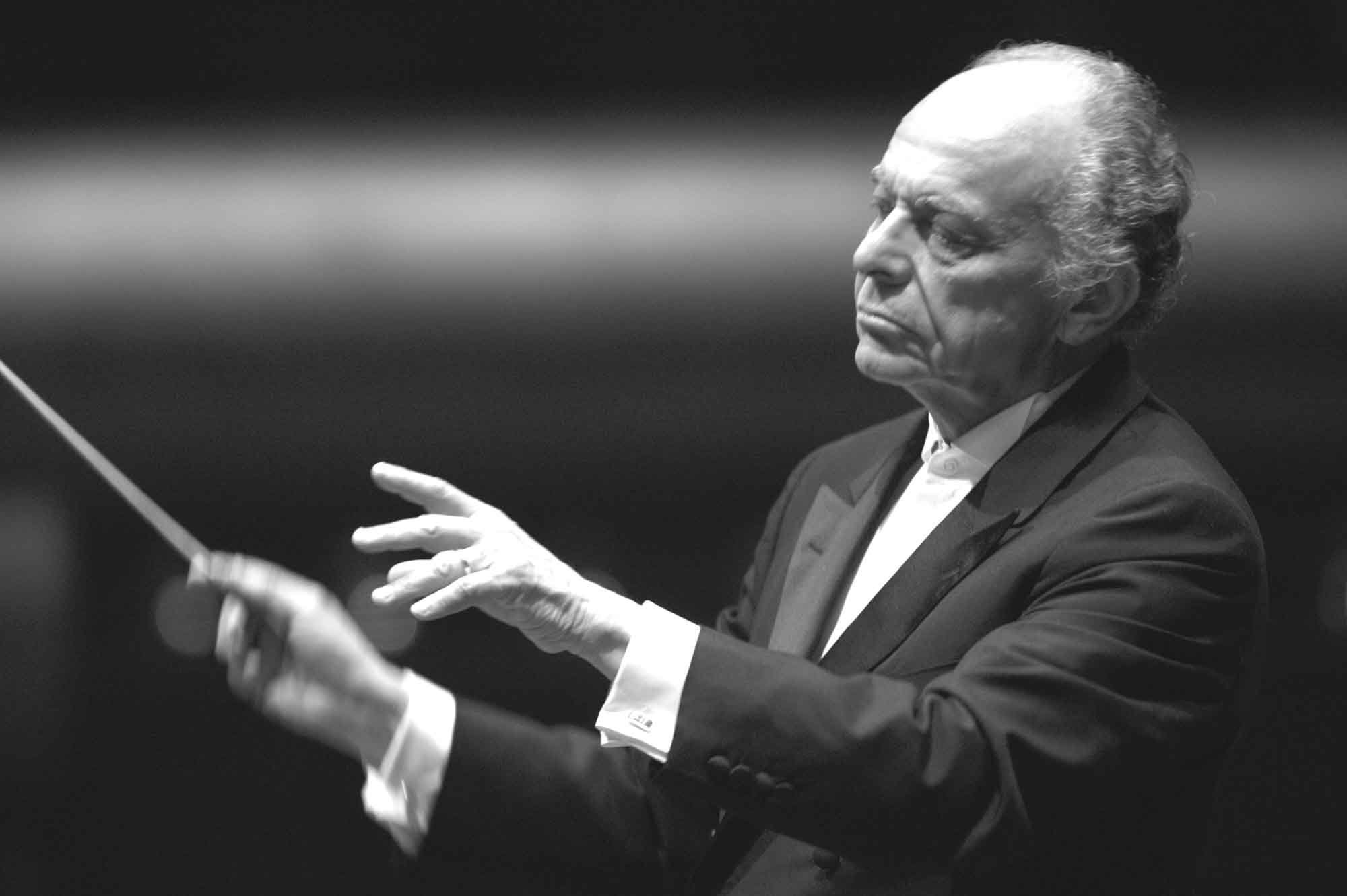
Lorin Maazel

- Tom Maagendans (1942-2018), Nederlands burgemeester
- Andries de Maaker (1868-1964), Nederlands architect
- Baaba Maal (1953), Senegalees zanger
- Ibrahim Maalouf (1980), Frans-Libanees trompettist, componist en arrangeur
- Hans van Maanen (1950), Nederlands journalist en schrijver
- Willem G. van Maanen (1920-2012), Nederlands journalist en schrijver
- Willem van Maanen (1890-1989), Nederlands letterkundige
- Pieter van Maaren (1963), Nederlands politicus en burgemeester
- Loekie van Maaren-van Balen (1946), Nederlands politica
- Jaap Maarleveld (1924-2021), Nederlands acteur
- Jacqueline van Maarsen (1929-2025), Nederlands schrijfster en vriendin van Anne Frank
- Maarten Maartens (1858-1915), Nederlands schrijver en dichter
- Anouk Maas (1987), Nederlands actrice
- Cheryl Maas (1984), Nederlands snowboardster
- Frans Maas (1937-2017), Nederlands jachtontwerper
- Frans Maas (1863-1932), Nederlands ondernemer
- Frans Maas (1949), Vlaams acteur
- Frans Maas (1964), Nederlands atleet
- Herman Hendrik Maas (1915-1995), Nederlands ambtenaar, diplomaat en hoogleraar
- Huub Maas (1970), Nederlands atleet en duatleet
- Rinie Maas (1948), Nederlands columnist, publicist
- Caia van Maasakker, (1989), Nederlands hockeyer
- David Maasbach (1959), Nederlands voorganger, evangelist en christelijk schrijver
- Johan Maasbach (1918-1997), Nederlands voorganger en evangelist
- Trude Maas-de Brouwer (1946), Nederlands politicus
- Kamiel Maase (1971), Nederlands langeafstands- en marathonloper
- Kathrine Maaseide (1976), Noors beachvolleybalspeelster
- Godert Maas Geesteranus (1924-2012), Nederlands jurist
- Martijn Maaskant (1983), Nederlands wielrenner
- Robert Maaskant (1969), Nederlands voetballer en voetbaltrainer
- Arie Maasland (1908-1980), Nederlands componist en musicus
- Lambert Maassen (1941-2018), Nederlands voetballer
- Nol Maassen (1922-2009), Nederlands ambtenaar en politicus
- Theo Maassen (1966), Nederlands cabaretier, acteur en presentator
- Wangari Muta Maathai (1940-2011), Keniaans politiek activiste en milieuactiviste
- Lorin Maazel (1930-2014), Frans/Amerikaans dirigent, violist en componist

## Mab
- Alain Mabanckou (1966), Franstalig Congolees schrijver en dichter
- Marnix Mabbe (1963), Belgisch atleet
- Kate Maberly (1982), Engels actrice
- Harold Mabern (1936-2019), Amerikaans jazzpianist en -componist
- Florent Mabille (1996), Belgisch atleet
- Sunny Mabrey (1975), Amerikaans model en actrice

## Mac

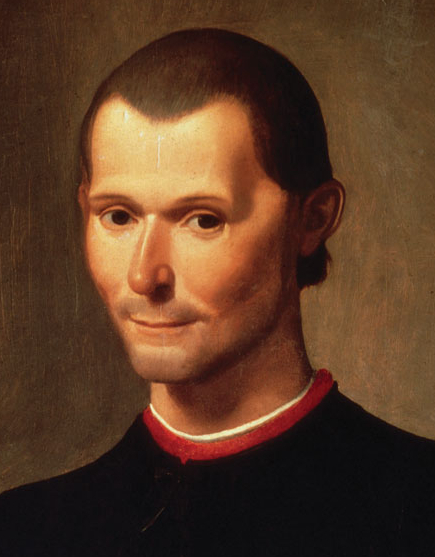
Niccolò Machiavelli

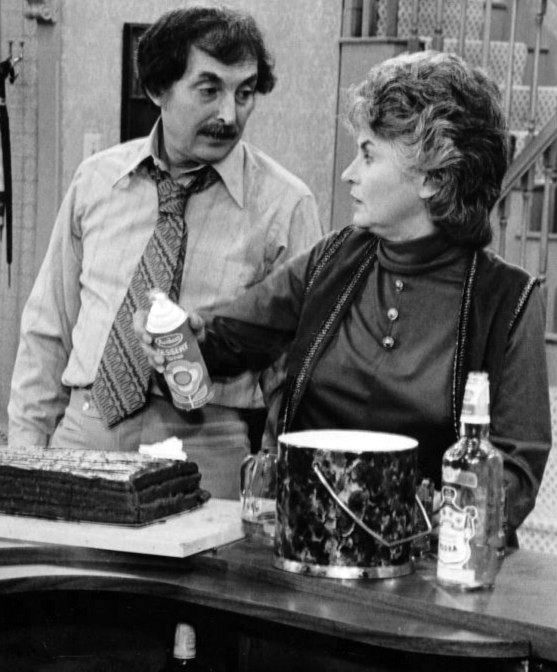
Bill Macy (links), 1973

- Mikkel Mac (1992), Deens autocoureur
- Cal MacAninch (1969), Schots acteur
- Diosdado Macapagal (1910-1997), president van de Filipijnen (1961-1965)
- Gloria Macapagal-Arroyo (1943), president van de Filipijnen (2001-heden)
- James MacArthur (1937-2010), Amerikaans acteur
- Robert H. MacArthur (1930-1972), Amerikaans ecoloog
- Sofia Maccari (1984), Argentijns hockeyster
- Kirsty MacColl (1959-2000), Brits zangeres
- Alan MacDiarmid (1927-2007), Nieuw-Zeelands-Amerikaans scheikundige
- Amy Macdonald (1987), Schots zangeres
- Norman Gene (Norm) Macdonald (1959-2021), Canadees stand-upcomedian en acteur
- Scott MacDonald (1959), Amerikaans (stem)acteur
- Alex MacDowall (1991), Brits autocoureur
- Andie MacDowell (1958), Amerikaans actrice
- François Macé (1955), Frans bankier
- Frank Macfarlane Burnet (1899-1985), Australisch viroloog en Nobelprijswinnaar
- Anna MacGillivray Macleod (1917-2004), Schots hoogleraar in brouwen en distilleren
- Shane MacGowan (1957-2023), Iers zanger en muzikant
- Ali MacGraw (1938), Amerikaans actrice
- Katherine MacGregor (1925-2018), Amerikaans actrice
- David Mach (1956), Schots kunstenaar
- Ernst Mach (1838-1916), Oostenrijks natuurkundige en filosoof
- Jarmila Machačová (1986), Tsjechisch wielrenster
- Ana Maria Machado (1941), Braziliaans journalist, kunstschilder en schrijfster
- Fabiano Machado (1986), Braziliaans autocoureur
- Justina Machado (1972), Amerikaans actrice
- Manuela Machado (1963), Portugees atlete
- Guillaume de Machault (+1377), Frans componist en dichter
- Isaac Macharia Wanjohi (1978), Keniaans atleet
- Franciszek Macharski (1927-2016), Pools kardinaal
- Raymond Macherot (1924-2008), Waals-Belgisch striptekenaar
- Niccolò Machiavelli (1469-1527), Florentijns politicus en schrijver
- Herman Machielsen (1923-1999), Nederlands politicus
- Nikolaos Machlas (1973), Grieks voetballer
- Michael Macho (1987), Oostenrijks snowboarder
- Machteld van Gelre (-1247), Nederlandse adellijke vrouw
- Josphat Machuka (1973), Keniaans atleet
- Emilio Macias II (1933-2010), Filipijns politicus
- Marcial Maciel Degollado (1920-2008), Mexicaans geestelijke
- Henry Macintosh (1892-1918), Schots atleet
- Alasdair MacIntyre (1929-2025), Brits filosoof
- Donal MacIntyre (1966), Iers journalist
- Kelley Mack (1992-2025), Amerikaans actrice
- Kyle Mack (1997), Amerikaans snowboarder
- Tim Mack (1972), Amerikaans atleet
- Warner Mack (1935-2022), Amerikaans countryzanger en songwriter
- Brendan Mackay (1997), Canadees freestyleskiër
- Lizbeth Mackay (1949), Amerikaans actrice
- Ian MacKaye (1962), Amerikaans zanger
- August Macke (1887-1914), Duits kunstschilder
- Ralf Mackenbach (1995), Nederlands zanger
- J.C. MacKenzie (19??), Canadees acteur
- Linda Mackenzie (1983), Australisch zwemster
- James MacKenzie (1853-1925), Schots arts
- Peter Mackenzie (1961), Amerikaans acteur
- Tarran Mackenzie (1995), Schots motorcoureur
- William Lyon Mackenzie King (1874-1950), Canadees premier
- Halford John Mackinder (1861-1947), Brits geograaf en politicus
- Archibald MacKinnon (1937), Canadees roeier
- Charles Rennie Mackintosh (1868-1928), Schots architect, kunstenaar en meubelontwerper
- Robert Maćkowiak (1970), Pools atleet
- Niklas Mackschin (1994), Duits autocoureur
- Shirley MacLaine (1934), Amerikaans actrice
- Alejandro Maclean (1969-2010), Spaans piloot
- Katherine MacLean (1925), Amerikaans schrijfster van sciencefiction
- Anna MacGillivray Macleod (1917-2004), Schots hoogleraar in brouwen en distilleren
- Callum MacLeod (1988), Brits autocoureur
- Gavin MacLeod (1931-2021), Amerikaanse acteur; artiestennaam van Allan George See
- Iain Macleod (1913-1970), Brits politicus
- Ian MacLeod (1959-2013), Schots voetballer
- Ian R. MacLeod (1956), Brits sciencefictionschrijver
- John Macleod (1876-1935), Schots medicus en fysioloog; Nobelprijswinnaar
- John MacLeod (?), Brits muzikant en songwriter
- Julius Mac Leod (1857-1919), Belgisch bioloog, botanicus en hoogleraar
- Ken MacLeod (1954), Schots sciencefictionschrijver
- Lewis Macleod (1994), Schots voetballer
- Sam MacLeod (1994), Schots autocoureur
- Mary Anne MacLeod Trump (1912-2000), vrouw van zakenman Fred Trump en moeder van de Amerikaanse president Donald Trump
- Margaretha Geertruida (Griet) MacLeod-Zelle (1876-1917), Nederlands exotische danseres, bekend als Mata Hari
- Patrice de Mac Mahon (1808-1893), Frans generaal en president (1873-1879)
- Tony MacMahon (1939-2021), Iers accordeonspeler
- David MacMillan (1968), Brits scheikundige en Nobelprijswinnaar
- Harold Macmillan (1894-1986), Brits premier
- James MacNabb (1901-1990), Brits roeier
- Patrick Macnee (1922), Brits-Amerikaans acteur
- Angus MacNeil (1970), Brits politicus
- Laine MacNeil (1996), Canadees actrice
- Margaret MacNeil (2000), Canadees zwemster
- Eoin MacNeill (1867-1945), Iers politicus
- Bessie MacNicol (1867-1904), Schots kunstschilder
- Iain MacPherson (1968), Schots motorcoureur
- Emmanuel Macron (1977), Frans politicus
- Camelia Macoviciuc (1968), Roemeens roeister
- Bill Macy (1922), Amerikaans acteur
- Stanisław Maczek (1892-1994), Pools generaal

## Mad

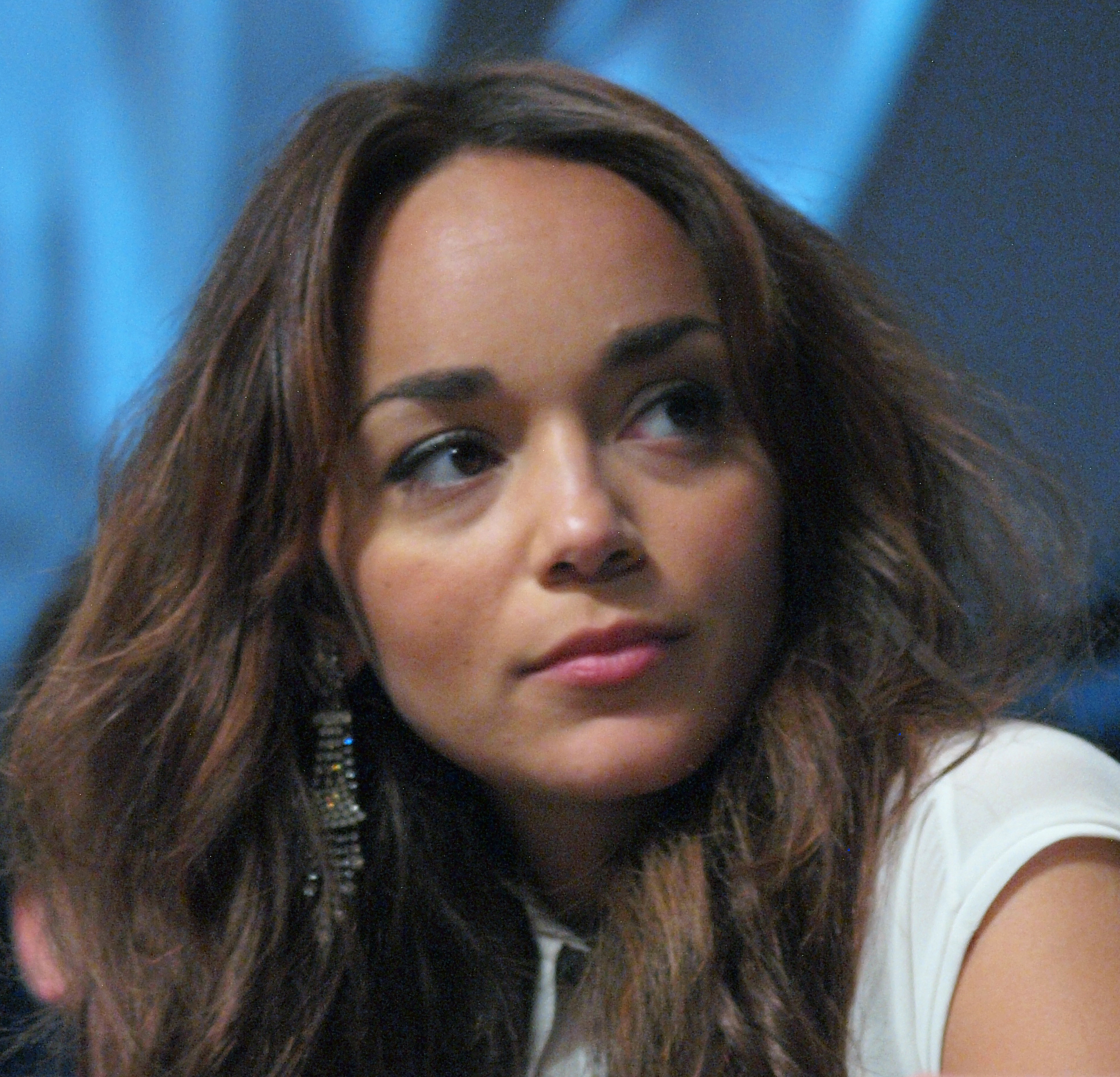
Ashley Madekwe, 2012

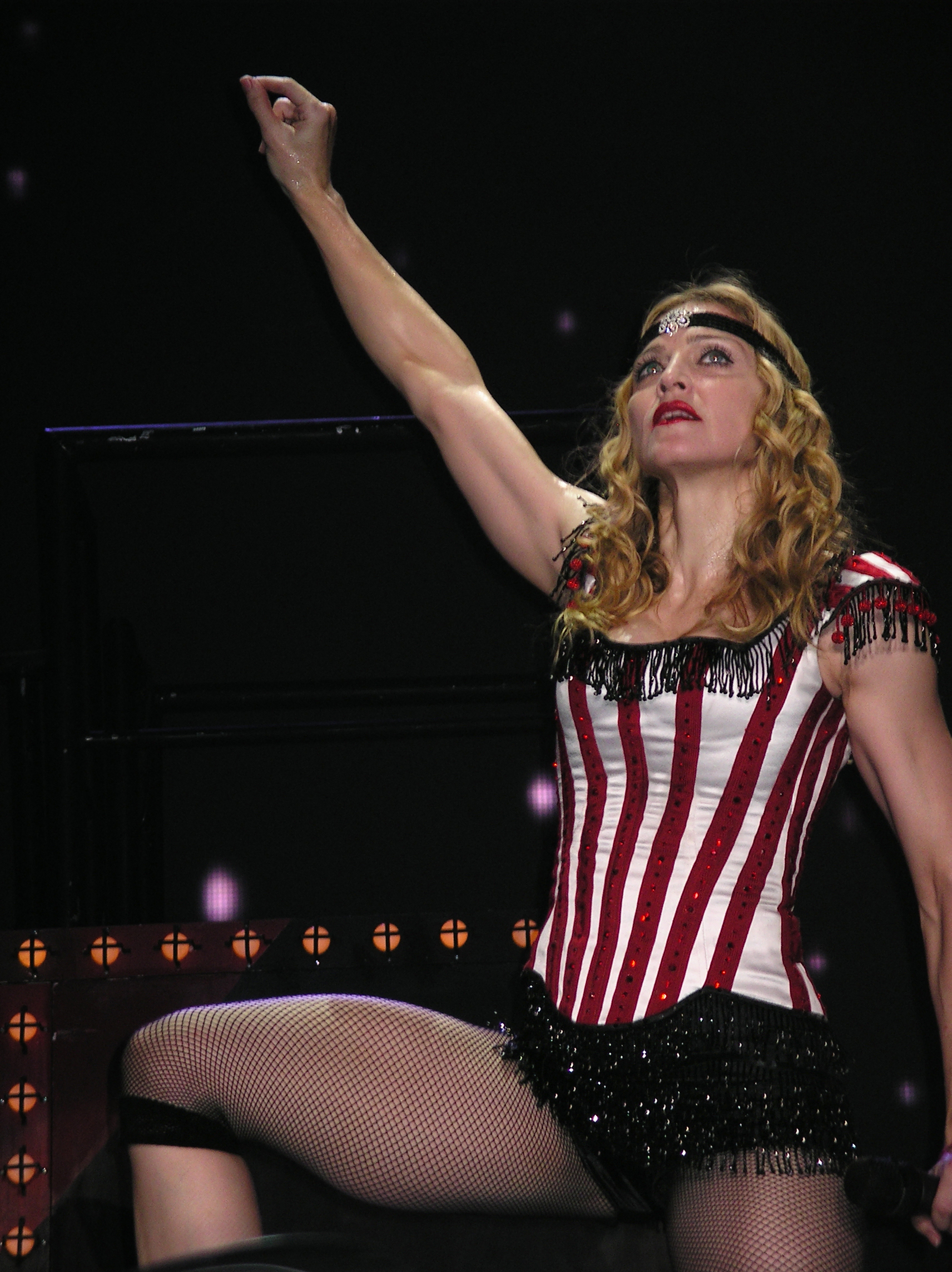
Madonna

- John Madden (1936-2021), Amerikaans American footballcoach
- Paige Madden (1998), Amerikaans zwemster
- Rachel Maddow (1973), Amerikaans presentator en politiek commentator
- Billy Maddox (1961), Amerikaans acteur
- Tilly van der Made (1938), Nederlands atlete
- Ashley Madekwe (1981), Brits actrice
- Anna Madeley (1976), Brits actrice
- Günther Mader (1964), Oostenrijks alpineskiër
- Regina Mader (1985), Oostenrijks alpineskiester
- Francisco I. Madero (1873-1913), president van Mexico (1911-1913)
- Raúl Madero (1888-1982), Mexicaans militair en politicus
- Raúl Madero (1939-2021), Argentijns voetballer
- Mohamed Madhar (1962), Surinaams judoka
- Norman Madhoo (1964), Guyaans darter
- Nabil Madi (1981), Algerijns atleet
- James Madio (1975), Amerikaans acteur
- Helene Madison (1913-1970), Amerikaans zwemster
- James Madison (1751-1836), Amerikaans president (1809-1817)
- Tianna Madison (1985), Amerikaans atlete
- Ildikó Mádl (1969), Hongaarse schaakster
- Nozizwe Madlala-Routledge (1952), Zuid-Afrikaans politicus
- Barry Madlener (1969), Nederlands politicus
- Ruth Madoc (1943-2022), Brits actrice en zangeres
- Bernard Madoff (1938), Amerikaans zakenman en verdachte
- Madonna (1958), Amerikaans zangeres en actrice
- Roberto Madrazo Pintado (1952), Mexicaans politicus
- Miguel de la Madrid Hurtado (1934), Mexicaans president (1982-1988)
- Maria Ana Madrigal (1958), Filipijns senator
- Pacita Madrigal-Gonzales (1915-2008), Filipijns senator
- Vicente Madrigal (1880-1972), Filipijns zakenman en senator
- Anita Madsen (1995), Deens kunstschaatsster
- Michael Madsen (1957-2025), Amerikaans acteur
- Georg Maduro (1916-1945), Joods-Nederlands militair en verzetsstrijder
- Hedwiges Maduro (1985), Nederlands voetballer en voetbaltrainer
- Ricardo Rodolfo Maduro Joest (1946), Hondurees president
- Daniel Madwed (1989), Amerikaans zwemmer

## Mae

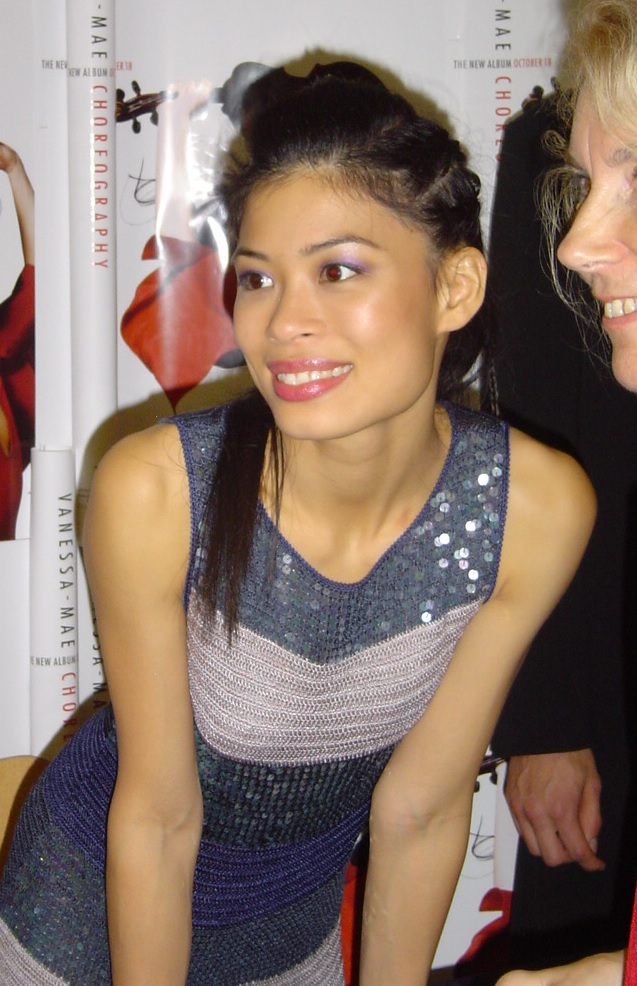
Vanessa-Mae

- Vanessa-Mae (1978), Brits violiste
- Leandro Maeder (1987), Amerikaans fotomodel
- Kunio Maekawa (1905-1986), Japans architect
- Ron Mael (1947), Amerikaans musicus
- Russell Mael (1953), Amerikaans zanger
- Katrien Maenhout (1969), Belgisch atlete
- Albert Maertens (1915-2015), Belgisch liberaal denker
- Alfons Maertens (1890-1941), Belgisch priester, historicus en stoetenregisseur
- Arthur Maertens (1892-1962), Belgisch wielrenner
- Bert Maertens (1981), Belgisch politicus
- Birger Maertens (1980), Belgisch voetballer
- Bob Maertens (1930-2003), Belgisch voetballer
- Freddy Maertens (1952), Belgisch wielrenner
- Guido Maertens (1929-2002), Belgisch geestelijke, hoogleraar, filosoof en ethicus
- Hans Maertens (1962), Belgisch bestuurder, journalist en (hoofd)redacteur
- Jean Maertens (1803-1857), Belgisch advocaat, rechter, politicus en procureur des Konings
- Léopold Maertens (1816-1898), Belgisch advocaat, bankier en politicus
- Leopold Maertens (1916-2004), Belgisch dirigent, muziekpedagoog, tubaïst en trombonist
- Louis Maertens (1781-1872), Zuid-Nederlands en Belgisch ondernemer, rechter en politicus
- Mathieu Maertens (1995), Belgisch voetballer
- Michiel Maertens (1938-2008), Belgisch politicus
- Agnes Maes (1942-2016), Belgisch kunstenares
- Albert Maes (1906-1986), Belgisch gewichtheffer, variétéartiest en acteur
- Alexander Maes (1992), Belgisch voetballer
- Alexander Maes (1993), Belgisch wielrenner
- Andreas Maes (1514-1573), Zuid-Nederlands rechtsgeleerde, diplomaat en hoogleraar, bekend onder de naam Andreas Masius
- Annemie Maes (1966), Belgisch politica
- August Maes (1868-1945), Belgisch componist, dirigent en kornettist
- August Maes (1909-1996), Belgisch politicus
- Bas Maes (1985), Belgisch rapper en muziekmanager, bekend onder het pseudoniem Baz
- Bob Maes (1924), Belgisch politicus
- Boudewijn Maes (1873-1946), Belgisch politicus
- Caroline Maes (1976), Belgisch actrice
- Caroline Maes (1982), Belgisch tennisspeelster
- Carolus Maes (1559-1612), Zuid-Nederlands bisschop
- Daniel Maes (1966-2007), Belgisch voetballer
- Edgar Maes (1902-1953), Belgisch advocaat en politicus
- Ernest Maes (1939), Belgisch componist, muziekpedagoog, dirigent en hoornist
- Eugène Remy Maes (1849-1931), Belgisch kunstschilder
- Femke Maes (1980), Belgisch voetbalster
- Ferdinand Maes (1866-1932), Belgisch brouwer en politicus
- Frans Maes (1921-2000), Belgisch verzetsstrijder
- Georges Maes (19149-1976), Belgisch violist
- Georges Maes (1929-1993), Belgisch politicus
- Godfried Maes (1649-1700), Zuid-Nederlands kunstschilder
- Griet Maes (1972), Belgisch atlete
- Hans Maes (1975), Belgisch filosoof
- Herman Maes (1959), Belgisch kunstenaar
- Jacky Maes (1946-2014), Belgisch politicus
- Jan Baptist Maes (1586–1667), Zuid-Nederlands jurist en edelman
- Jean Maes (1873-1957), Belgisch advocaat en politicus
- Jean Baptiste Louis Maes (1794-1856), Zuid-Nederlands kunstschilder
- Jef Maes (1905-1996), Belgisch componist en muziekpedagoog
- Jeroen Maes (1970), Belgisch acteur
- Jo Maes (1923), Belgisch kunstenaar
- John Maes (1917-na 1974), Belgisch advocaat en politicus
- Jos Maes (1961), Belgisch atleet
- Julien Maes (1894-1961), Belgisch politicus
- Karel Maes (1900-1974), Belgisch kunstenaar
- Kristien Maes (1979), Belgisch televisiepresentatrice, radiopresentatrice en actrice
- Kristof Maes (1988), Belgisch voetballer
- Lennaert Maes (1978), Belgisch zanger en acteur
- Léon Maes (1900-1965), Belgisch componist, dirigent en pianist
- Lieve Maes (1960), Belgisch politica
- Lode Maes (1899-na 1933), Belgisch componist, muziekpedagoog, fagottist, organist en pianist
- Luuk Maes (1971), Nederlands voetballer
- Marc Maes (1959), Belgisch atleet
- Marcel Maes (1944-1997), Belgisch wielrenner
- Marleen Maes (1951), Belgisch actrice
- Martin Maes (1997), Belgisch mountainbiker
- Merel Maes (2005), Belgisch atlete
- Nelly Maes (1941), Belgisch politica
- Nicolaes Maes (1634-1693), Nederlands kunstschilder
- Nikolas Maes (1986), Belgisch wielrenner
- Oswald Maes (1934-2024), Belgisch acteur
- Pattie Maes (1961), Belgisch informaticus
- Paul Maes (1965), Belgisch acteur en zanger
- Peter Maes (1964), Belgisch voetballer en voetbalcoach
- Robert Maes (1903-1971), Belgisch acteur
- Romain Maes (1912-1983), Belgisch wielrenner
- Sam Maes (1998), Belgisch alpineskiër
- Stan Maes (1947-2018), Belgisch psycholoog en hoogleraar
- Sven Maes (1973), Belgisch dj en muziekproducer
- Sylvère Maes (1909-1966), Belgisch wielrenner
- Wim Maes (1972), Belgisch schaker
- Wouter Jacobsz. Maes (1521/1522-1595), Nederlands geestelijke
- Marie-Louise Maes-Vanrobaeys (1928-2017), Belgisch politica
- Maurice Maeterlinck (1862-1949), Belgisch schrijver
- Stella Maeve (1989), Amerikaans actrice
- Eugenius Maeyens (1787-1867), Belgisch politicus
- Nicolas Maeyens (1992), Belgische voetballer
- Vital Maeyens (1866-1944), Belgisch politicus
- Willem Maeyer (1929-2025), Nederlands voetbalbestuurder

## Maf
- Peter Maffay (1949), Duits zanger
- Roma Maffia (1958), Amerikaans actrice
- Mehri Maftun (midden jaren dertig), Afghaans musicus

## Mag

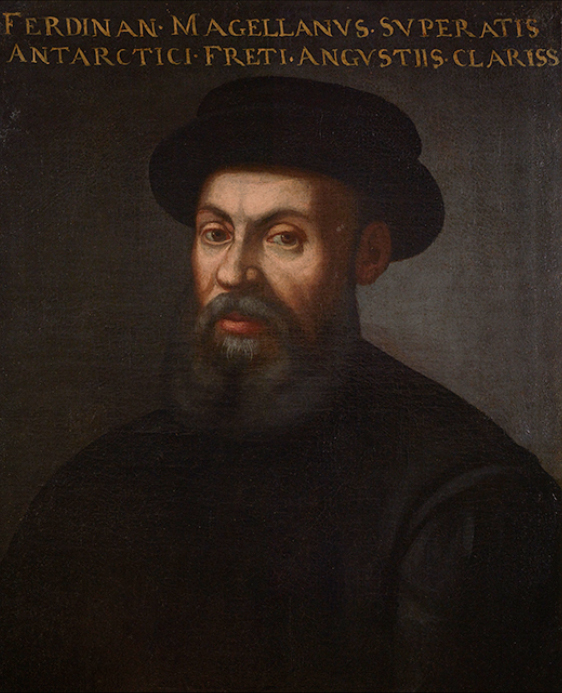
Ferdinand Magellaan

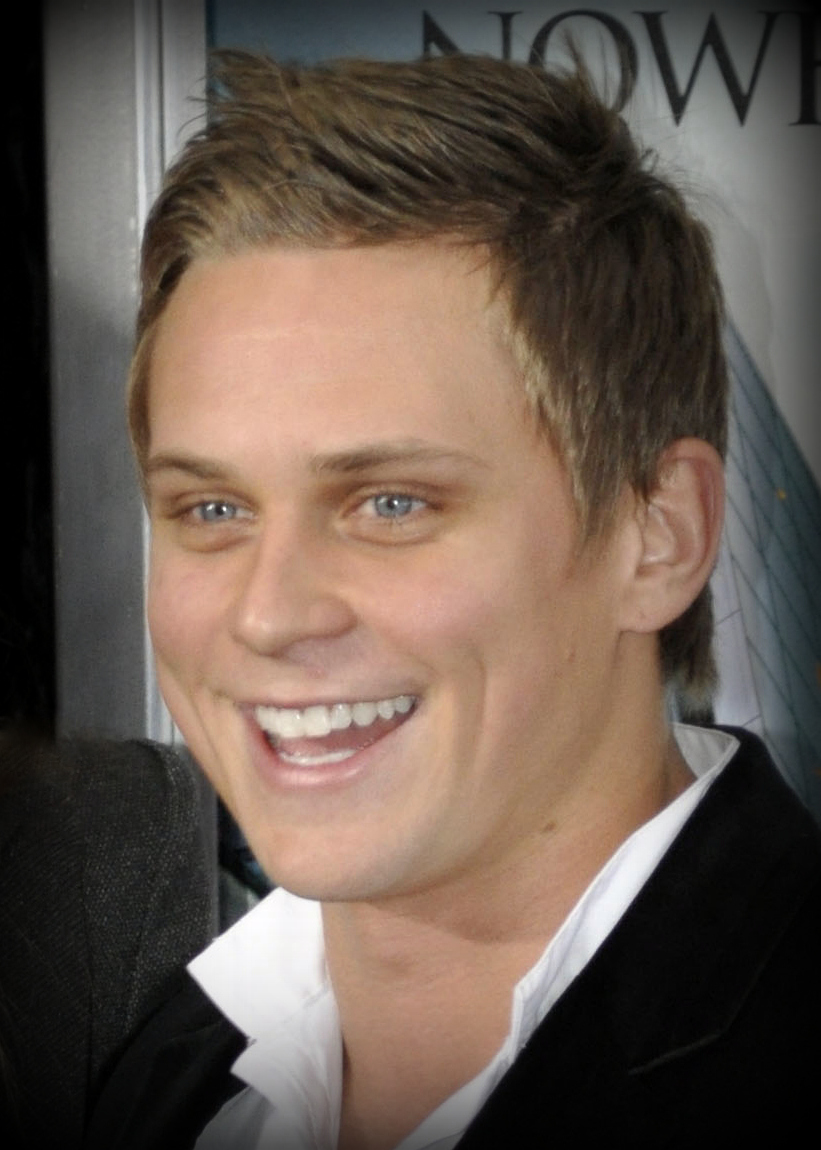
Billy Magnussen (2010)

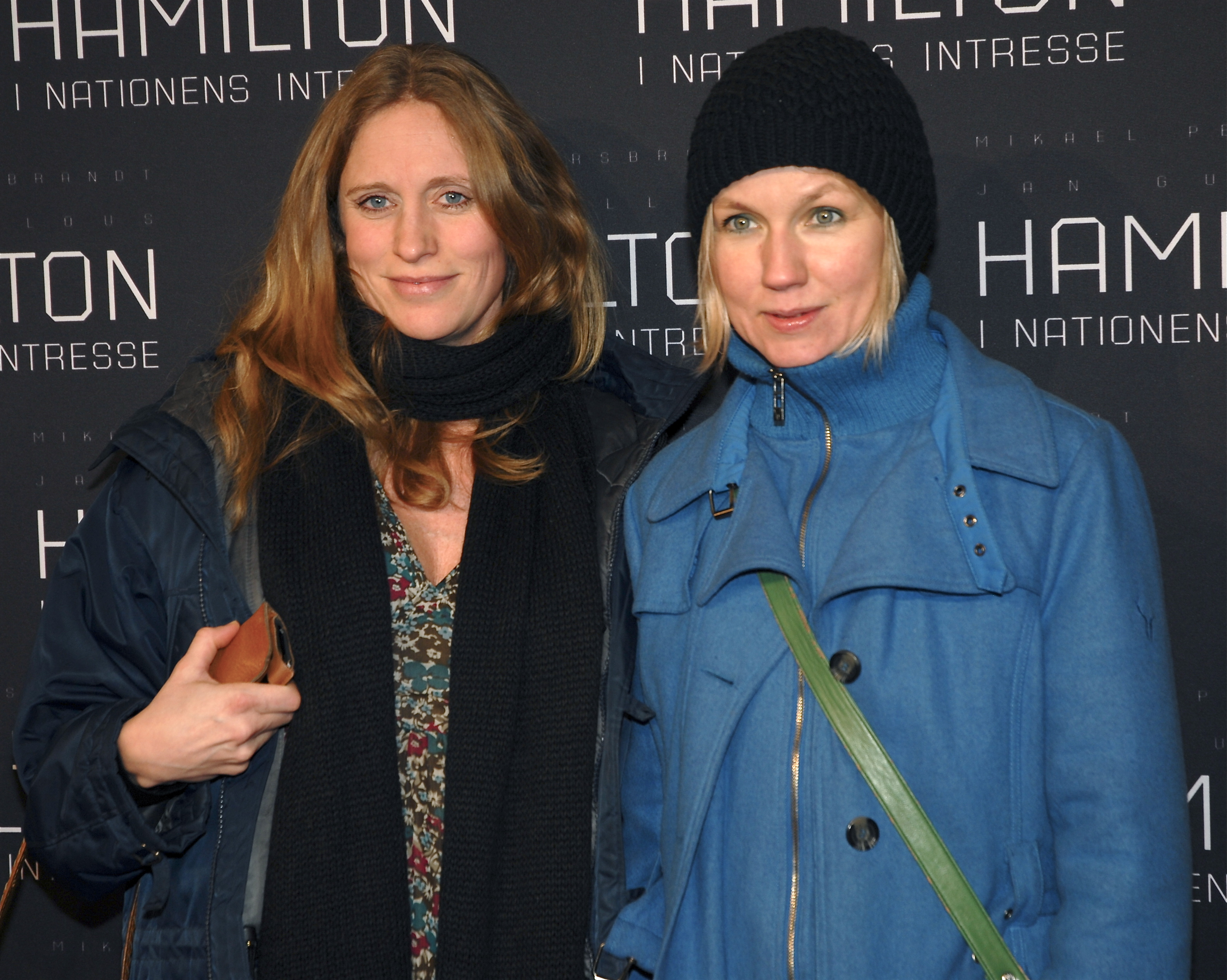
Tova Magnusson (rechts), 2012

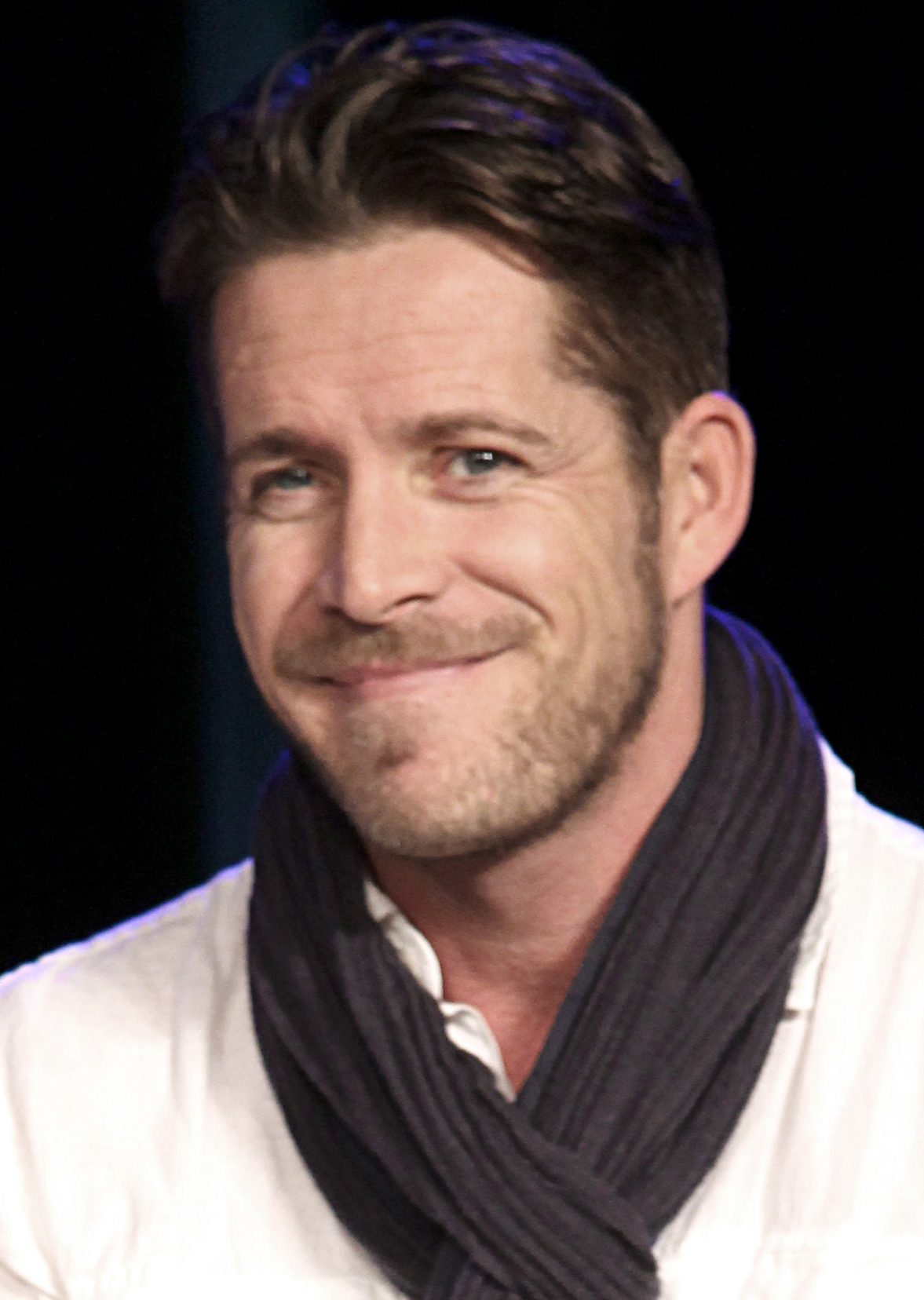
Sean Maguire (2015)

- Ketevan Magalasjvili (1894-1973), Georgisch portretschilderes
- John Magaro (1983), Amerikaans acteur
- Felipe de Magelhães (+1652), Portugees componist
- Luís Pedro Magalhães (1972), Portugees autocoureur
- Magdalena van Nassau-Siegen (1596-1662), Duits gravin
- Magdalena van Waldeck-Wildungen (1558-1599), Duits gravin
- Jozef Magé (1905-1972), Belgisch syndicalist, vakbondsbestuurder en politicus
- Bryan Magee (1930-2019), Brits politicus, schrijver en omroeppersoonlijkheid
- Kevin Magee (1962), Australisch motorcoureur
- Ferdinand Magellaan (+1521), Portugees ontdekkingsreiziger
- Wolfgang Mager (1952), Oost-Duits roeier
- Wim Mager (1940-2008), Nederlands fotograaf en ondernemer, oprichter Apenheul
- Fränzi Mägert-Kohli (1982), Zwitsers snowboardster
- Garett Maggart (1969), Amerikaans acteur
- Maurren Maggi (1976), Braziliaans atlete
- Romina Maggi (1976), Argentijns atlete
- Ester Mägi (1922), Ests componiste
- Konrad Mägi (1878-1925), Ests kunstschilder
- Rasmus Mägi (1992), Ests atleet
- Fantu Magiso (1992), Ethiopisch atlete
- Leo Magits (1899-1990), Belgisch politicus en Vlaams activist
- Michel Magits (1946), Belgisch historicus, bestuurder en hoogleraar
- Frederik Magle (1977), Deens componist, organist en pianist.
- Anton Maglica (1991), Bosnisch-Kroatisch voetballer
- André Magnée (1930-1988), Belgisch syndicalist, politicus en Waals militant
- Paul Magnette (1971), Waals-Belgisch politicoloog en politicus
- Filippo Magnini (1982), Italiaans zwemmer
- Pierre Magnol (1638-1715), Frans botanicus
- Gilles Magnus (1999), Belgisch autocoureur
- Rudolf Magnus (1873-1927), Duits farmacoloog
- Decimus Magnus Ausonius (+393), Romeins dichter
- Christine Magnuson (1985), Amerikaans zwemster
- Billy Magnussen (1985), Amerikaans acteur
- James Magnussen (1991), Australisch zwemmer
- Jan Magnussen (1973), Deens autocoureur
- Kevin Magnussen (1992), Deens autocoureur
- Árni Magnússon (1663-1730), IJslands filoloog
- Oliwer Magnusson (2000), Zweeds freestyleskiër
- Tova Magnusson (1968), Zweeds actrice en filmregisseuse
- Stanislaus Tobias Magombo (1968-2010), Malawisch bisschop
- Paoletta Magoni (1964), Italiaans alpineskiester
- Claudio Magris (1939), Italiaans schrijver
- René Magritte (1898-1967), Belgisch schilder
- Anita Magsaysay-Ho (1914-2012), Filipijns kunstschilder
- Genaro Magsaysay (1924-1978), Filipijns senator
- Ramon Magsaysay (1907-1957), president van de Filipijnen
- Ramon Magsaysay jr. (1938), Filipijns politicus
- Pierre Maguelon (1933-2010), Frans acteur
- Sean Maguire (1976), Brits acteur en zanger
- Stephen Maguire (1981), Schots snookerspeler
- Tobey Maguire (1975), Amerikaans acteur

## Mah

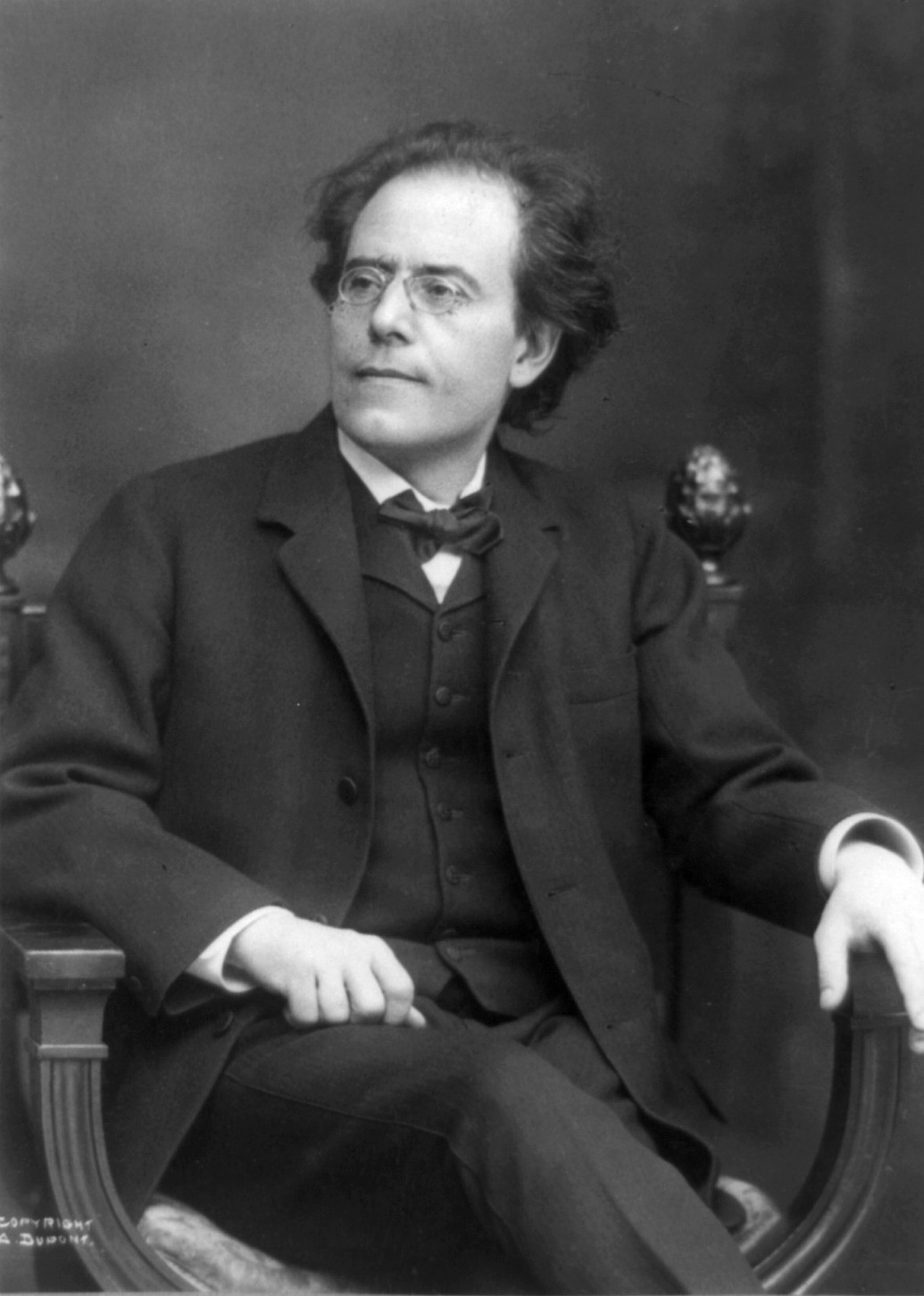
Gustav Mahler

- Valerie Mahaffey (1953-2025), Amerikaans actrice
- Maharishi Mahesh Yogi (1917-2008), Indiaas goeroe
- Parayak Mahawong (1981), Thais wielrenner
- André Mahé (1919-2010), Frans wielrenner
- Annet Mahendru (1989), Afghaans actrice
- Nagieb Mahfoez (1911-2006), Egyptisch schrijver
- Asmaa Mahfouz (1985), Egyptisch activist en medeoprichter van de 6 April Beweging
- Lucas Mahias (1989), Frans motorcoureur
- Marc Mahieu (1934-1998), Belgisch politicus
- Gustav Mahler (1860-1911), Oostenrijks componist
- Halfdan Mahler (1923-2016), Deens directeur-generaal van de Wereldgezondheidsorganisatie
- Horst Mahler (1936-2025), Duits advocaat, revolutionair en terrorist
- Kai Mahler (1995), Zwitsers freestyleskiër
- Kristofor Mahler (1995), Canadees freestyleskiër
- Younis Mahmoud (1983), Iraaks voetballer
- Frans Mahn (1933-1995), Nederlands wielrenner
- Ann Mahoney (1976), Amerikaanse actrice
- John Mahoney (1940-2018), Engels-Amerikaans acteur
- Jacob Mahu (+1598), Nederlands ontdekkingsreiziger
- Jamil Mahuad (1949), Ecuadoraans politicus

## Mai

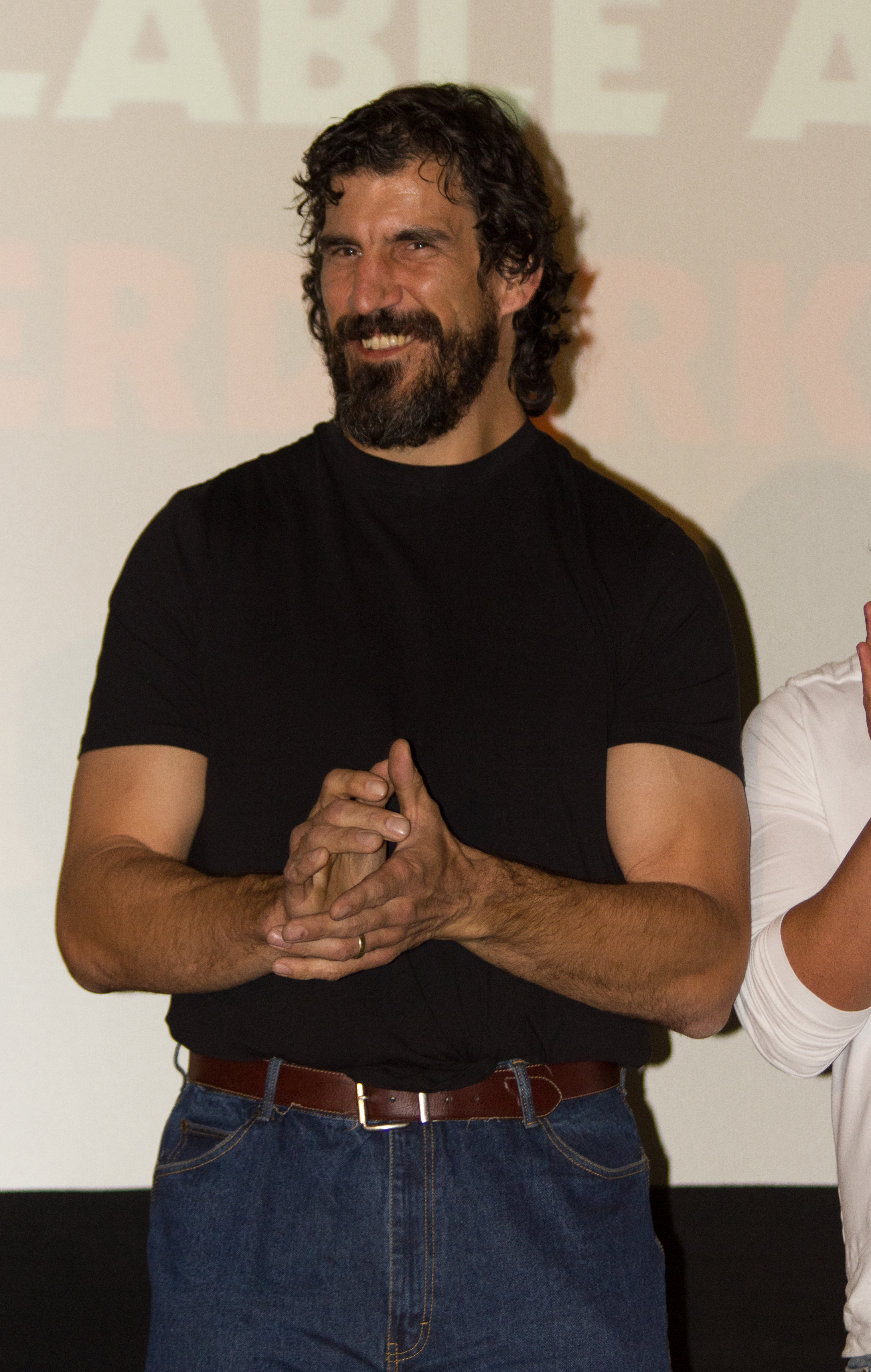
Robert Maillet, 2011

- Daniela Maier (1996), Duits freestyleskiester
- Raphael Maier (1992), Oostenrijks skeletonracer
- Mike Maignan (1995), Frans voetballer
- Hanja Maij-Weggen (1943), Nederlands verpleegkundige en politica
- Hester Maij (1969), Nederlands politica
- Norman Mailer (1923-2007), Amerikaans schrijver en journalist
- Stephen Mailer (1966), Amerikaans acteur
- Antonine Maillet (1929-2025), Canadees schrijfster en literatuurwetenschapster
- Robert Maillet (1969), Canadees acteur en voormalig professioneel worstelaar
- Aristide Maillol (1861-1944), Frans beeldhouwer
- Theodore Maiman (1927-2007), Amerikaans natuurkundige
- Maimonides (1135-1204), Joods-Egyptisch geleerde en arts
- Olivier Maingain (1958), Waals-Belgisch advocaat en politicus
- Arjun Maini (1997), Indiaas autocoureur
- Kush Maini (2000), Indiaas autocoureur
- Mike Mainieri (1938), Amerikaans vibrafonist
- Sandrine Mainville (1992), Canadees zwemster
- Jacob le Maire (ca.1585-1616), Nederlands ontdekkingsreiziger
- Brandon Maïsano (1993), Frans autocoureur
- Joseph de Maistre (1753-1821), Frans filosoof
- Xavier de Maistre (1763-1852), Franstalig militair, kunstschilder en schrijver
- Victor Maistriau (1870-1961), Belgisch politicus
- Benjamin Maiyo (1978), Keniaans atleet
- Jonathan Maiyo (1988), Keniaans atleet
- Lothar de Maizière (1940), Duits politicus

## Maj

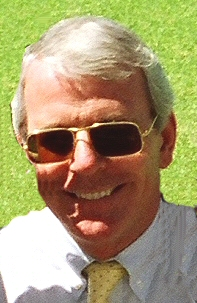
John Major

- Raleb Majadele (1953), Arabisch-Israëlisch ondernemer en politicus
- Matija Majar (1809-1892), Sloveens illyrist
- Bruno Majcherek (1936-2020), Nederlands volkszanger
- Petra Majdič (1979), Sloveens langlaufster
- Stefan Majewski (1956), Pools voetballer en voetbalcoach
- Tomasz Majewski (1981), Pools atleet
- Ali Hassan al-Majid (1941), Iraaks politicus en militair
- Theo Majofski (1771-1836), Nederlands acteur
- Iva Majoli (1977), Kroatisch tennisster
- John Major (1943), Brits politicus
- Kate Major (1980), Australisch triatlete
- Kevin Major (1979), Belgisch journalist
- Leo Major (1921-2008), Canadees militair
- Louis Major (1902-1985), Belgisch syndicalist, vakbondsbestuurder en politicus
- Scott Major (1975), Australisch acteur
- Shanna Major (1982), Belgisch atlete
- Thomas Major (1714 of 1720-1799), Engels graveur
- Austin Majors (1995-2023), Amerikaans (stem)acteur
- Mahmoud al-Majzoub (ca.1965-2006), Palestijns terrorist

## Mak
- Catrinus Mak (1899-1983), Nederlands predikant
- Geert Mak (1946), Nederlands jurist, socioloog en historicus
- Mak Hing Tak (1959), Hongkongs autocoureur
- Mak Ka Lok (1965), Macaus autocoureur
- Chantal Mak (1979), Nederlands jurist
- Elaine Mak (1979), Nederlands jurist
- Vanessa Mak (1979), Nederlands jurist
- Roy Makaay (1975), Nederlands voetballer
- Yves Makabu-Makalambay (1986), Belgisch voetballer
- Francisco Makabulos (1871-1922), Filipijns onafhankelijkheidsstrijder
- Kaisa Mäkäräinen (1983), Fins biatlete
- Sergej Makarov (1973), Russisch atleet
- Ksenia Makarova (1992), Russisch-Amerikaans kunstschaatsster
- Hans Makart (1840-1884), Oostenrijks schilder
- Maro Makasjvili (1901-1921), Georgisch nationaal heldin
- Miriam Makeba (1932-2008), Zuid-Afrikaans zangeres
- Valle Mäkelä (1986), Fins autocoureur
- Claude Makélélé (1973), Frans voetballer
- Tommy Makem (1932-2007), Noord-Iers-Amerikaans volkszanger, -musicus, dichter en verhalenverteller
- Taoufik Makhloufi (1988), Algerijns atleet
- Joni Mäki (1995), Fins langlaufer
- Mika Mäki (1988), Fins autocoureur
- Taisto Mäki (1910-1979), Fins atleet
- Arttu Mäkiaho (1997), Fins noordse combinatieskiër
- Pertti Mäkinen (19?), Fins kunstenaar
- Tadasuke Makino (1997), Japans autocoureur
- Wendy Makkena (1958) Amerikaans actrice
- Gerrit François Makkink (1907-2006), Nederlands etholoog, hydroloog en landbouwkundige
- Nathalie Makoma (1982), Congolees-Nederlands zangeres
- Andrej Makovejev (1982), Russisch biatleet
- Frédéric Makowiecki (1980), Frans autocoureur
- Maksim Maksimov (1979), Russisch biatleet
- Dmitri Maksoetov (1896-1964), Russisch opticus en astronoom
- Jimmy Makulis (1935-2007), Grieks zanger
- Ngonidzashe Makusha (1987), Zimbabwaans atleet
- Isaac Makwala (1985), Botswaans atleet

## Mal

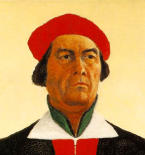
Kazimir Malevitsj

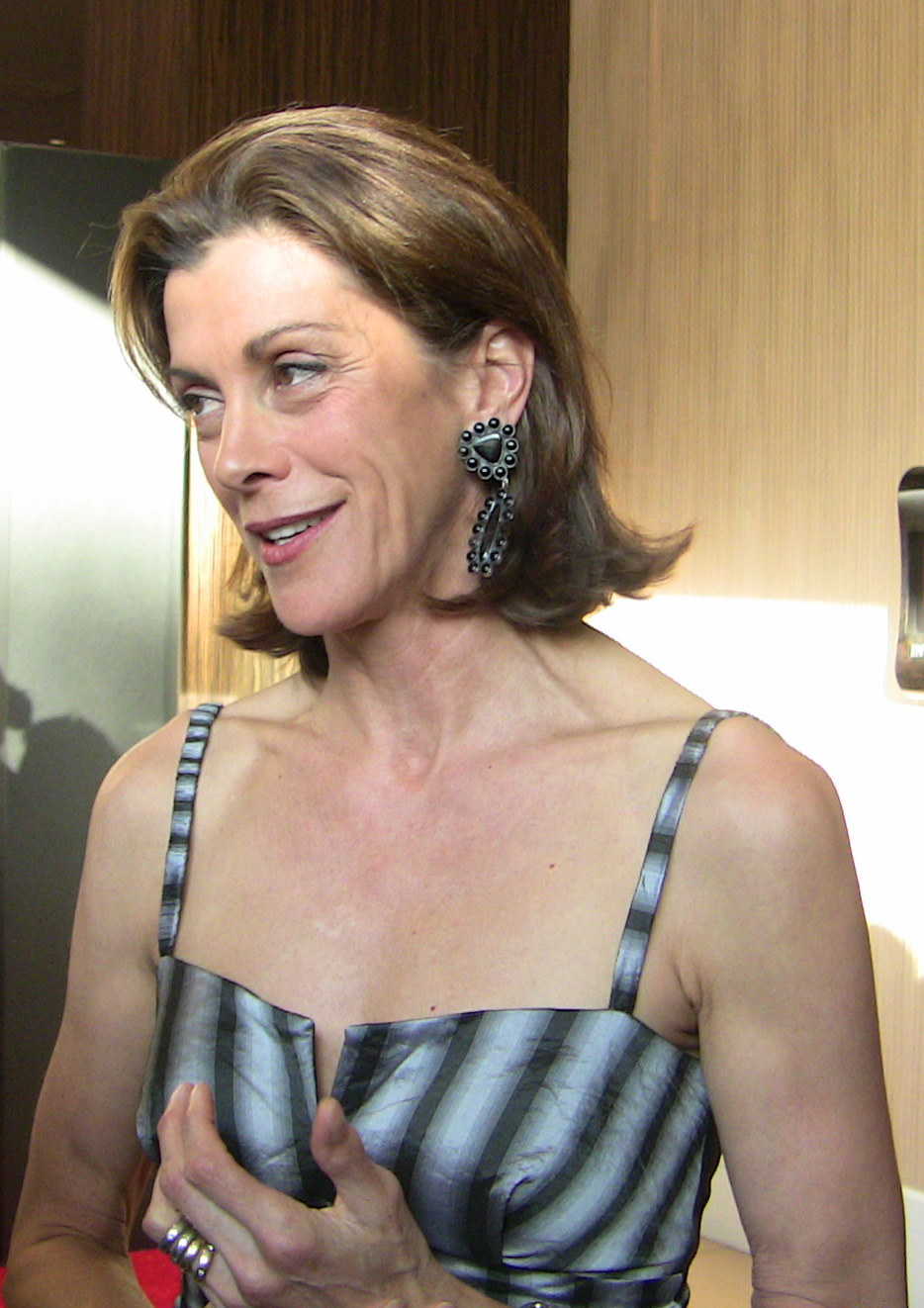
Wendie Malick

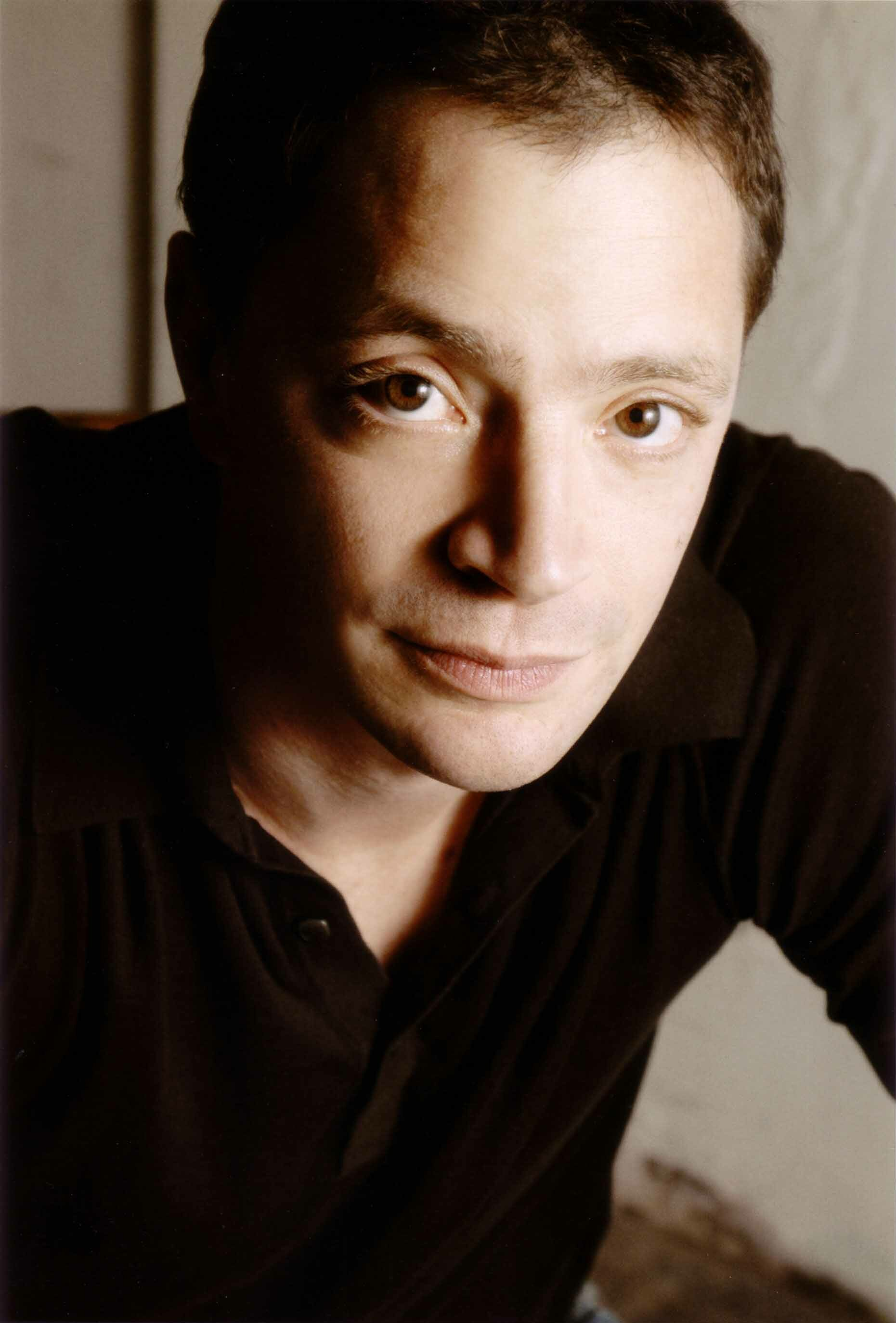
Joshua Malina, 2013

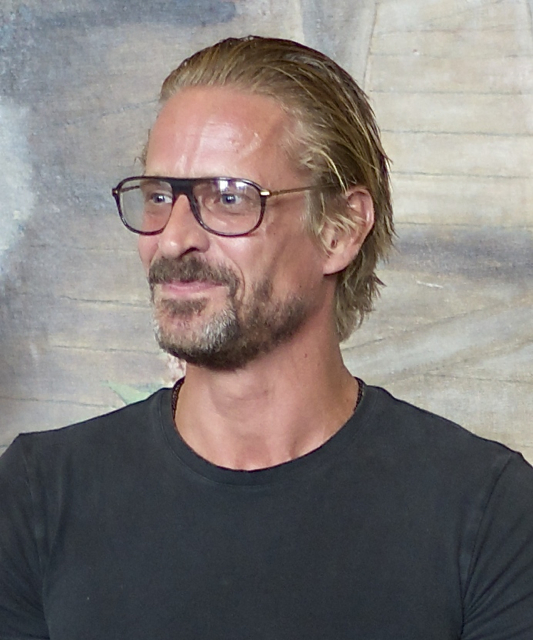
Jonas Malmsjö, 2014

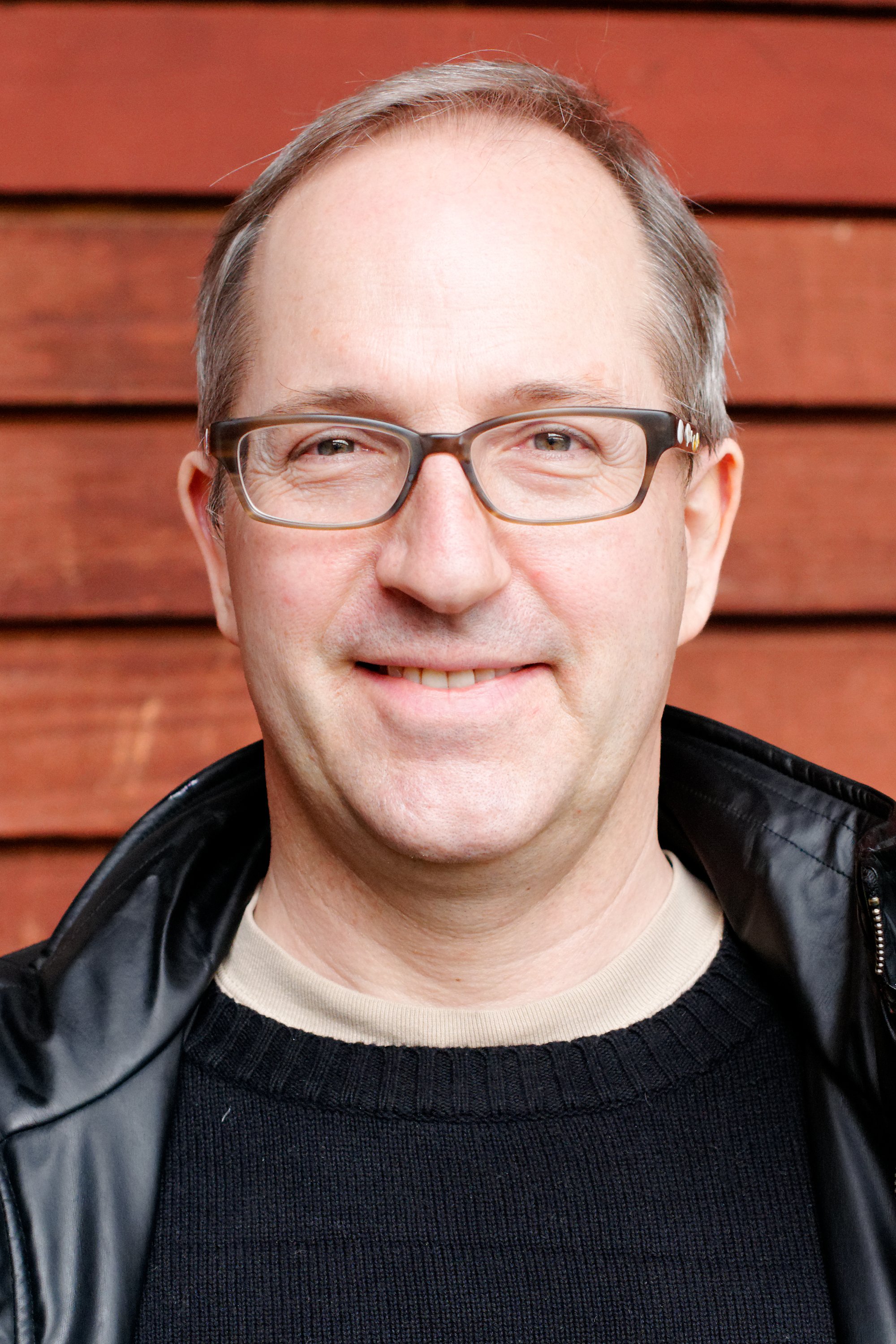
Michael Maloney, 2011

- Vadym Volodimirovitsj Malachatko (1977-2023), Oekraïens schaker
- Piotr Małachowski (1983), Pools atleet
- Patrick Malahide (1945), Brits acteur
- Junior Malanda (1994-2015), Belgisch voetballer
- Donald Malarkey (1921-2017), Amerikaans onderofficier
- Anton Malatinský (1920-1992), Tsjecho-Slowaaks voetballer en voetbalcoach
- Albert Malbois (1915-2017), Frans bisschop
- Steed Malbranque (1980), Frans voetballer
- Tom Malchow (1976), Amerikaans zwemmer
- Christian Malcolm (1979), Brits atleet
- Trude Malcorps (1921), Nederlands zwemster
- Karl Malden (1912-2009), Amerikaans acteur
- Aldo Maldera (1953-2012), Italiaans voetballer
- Cesare Maldini (1932-2016), Italiaans voetballer en voetbalcoach
- Paolo Maldini (1968), Italiaans voetballer
- Pastor Maldonado (1985), Venezolaans autocoureur
- Maleachi, Joods profeet
- Théo Maledon (2001), Frans basketballer
- Haitham al-Maleh (1931), Syrisch mensenrechtenverdediger, advocaat en voormalig rechter
- Matilde Malenchini (1779-1858), Toscaanse kunstschilderes
- Georgi Malenkov (1902-1988), Russisch politicus
- Joeri Malentsjenko (1961), Oekraïens ruimtevaarder
- Mate Maleš (1989), Kroatisch voetballer
- Kazimir Malevitsj (1878-1935), Oekraïens schilder
- André Malherbe (1956-2022), Belgisch motorcrosscoureur
- Annet Malherbe (1957), Nederlands actrice
- Robby Malhoe (1954-2023), Surinaams politicus
- Andreja Mali (1977), Sloveens biatlete en langlaufster
- Christian Mali (1832-1906), Duits schilder
- Wendie Malick (1950), Amerikaans actrice
- Maria Malicka (2003), Poolse schaakster
- Bas Maliepaard (1938-2024), Nederlands wielrenner
- Markus Malin (1987), Fins snowboarder
- Joshua Malina (1966), Amerikaans acteur, filmproducent en scenarioschrijver
- La Malinche (1502?-1529), Azteeks minnares van Hernán Cortés
- Alex Malinga (1974), Oegandees atleet
- Ross Malinger (1984), Amerikaans acteur
- Tatiana Malinina (1973), Oezbeeks kunstschaatsster
- Svetoslav Malinov (1968), Bulgaars politicus
- Bronisław Malinowski (1884-1942), Pools antropoloog
- Bernard Malivoire (1938-1982), Frans roeier
- Gustav Malja (1995), Zweeds autocoureur
- Floris Maljers (1933-2022), Nederlands bestuurder en topfunctionaris
- Martin Maljoetin (1999), Russisch zwemmer
- Adriana Málková (1976), Tsjechisch (naakt)model
- John Malkovich (1953), Amerikaans acteur, filmproducent en -regisseur
- Ramón Malla Call (1922-2014), Spaans bisschop
- Mahlagha Mallah (1917-2021), Iraans bibliothecaresse en milieuactiviste
- Frans Mallan (1925-2010), Nederlands predikant
- Louis Malle (1932-1995), Frans filmregisseur
- Grégory Mallet (1984), Frans zwemmer
- Tania Mallet (1941-2019), Brits model en actrice
- Françoise Mallet-Joris (1930-2016), Belgisch-Frans schrijfster
- Robert Mallet-Stevens (1886-1945), Frans architect
- Sjaan Mallon (1905-1970), Nederlands atlete
- George Mallory (1886-1924), Brits bergbeklimmer
- Félix Malloum (1932-2009), president van Tsjaad (1975-1979)
- Matt Malloy, Amerikaans acteur
- Trude Mally (1928-2009), Oostenrijks zangeres en jodelaarster
- Vijay Mallya (1955), Indiaas zakenman en senaatslid
- Esko Malm (1940), Fins voetballer en voetbalcoach
- Sven Malm (1984-1974), Zweeds atleet
- Jarl Malmgren (1908-1942), Fins voetballer
- Jonas Malmsjö (1971), Zweeds acteur
- Yngwie Malmsteen (1963), Zweeds gitarist
- Mait Malmsten (1972), Estisch acteur
- Mario Maloča (1989), Kroatisch voetballer
- Elvir Maloku (1996), Kroatisch-Albanees voetballer
- Dorothy Malone (1925-2018), Amerikaans actrice
- Reed Malone (1995), Amerikaans zwemmer
- Russell Malone (1963-2024), Amerikaans jazzgitarist
- Michael Maloney (1957), Brits acteur
- Zane Maloney (2003), Barbadiaans autocoureur
- Sam Maloof (1916-2009), Amerikaans meubelontwerper
- Hector Malot (1830-1907), Frans schrijver
- Leah Malot (1972), Keniaans atlete
- Florent Malouda (1980), Frans voetballer
- Dominique Maltais (1980), Canadees snowboardster
- Margaret Maltby (1860-1944), Amerikaanse fysisch scheikundige
- Thomas Malthus (1766-1834), Brits econoom en demograaf
- Leonard Maltin (1950), Amerikaans criticus
- David Malukas (2001), Amerikaans autocoureur
- Artjom Maltsev (1993), Russisch langlaufer
- Mona-Liisa Malvalehto (1983), Fins langlaufster
- Miguel Malvar (1865-1911), Filipijns revolutionair generaal
- Federico Malvestiti (2000), Italiaans autocoureur
- Aleksandr Malychin (1987), Wit-Russisch autocoureur
- Joeri Malysjev (1941-1999), Sovjet kosmonaut
- Joeri Malysjev (1947), Sovjet roeier
- Dmitri Malysjko (1987), Russisch biatleet

## Mam

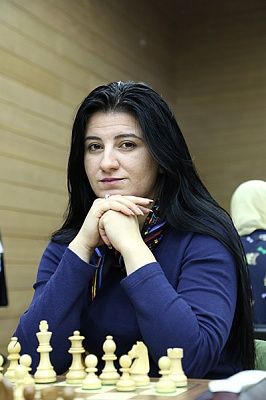
Zeinab Mamedyarova (2017)

- Viktor Mamatov (1937-2023), Sovjet-Russisch biatleet
- Djeke Mambo (1977), Atleet uit Congo-Kinshasa/Belgisch atleet
- Kedjeloba Mambo (1974), Belgisch atleet
- Fernando Mamede (1951), Portugees atleet
- Nidjat Mamedov (1985), Azerbeidzjaanse schaker
- Zeinab Mamedyarova (1983), Azerbeidzjaanse schaakster
- Mouloud Mammeri (1917-1989, Algerijns Franstalig schrijver
- Anthony Mamo (1909-2008), Maltees president
- Hubert Mampaey (1882-1947), Belgisch syndicalist en politicus
- Kris Mampaey (1970), Belgisch voetballer

## Man

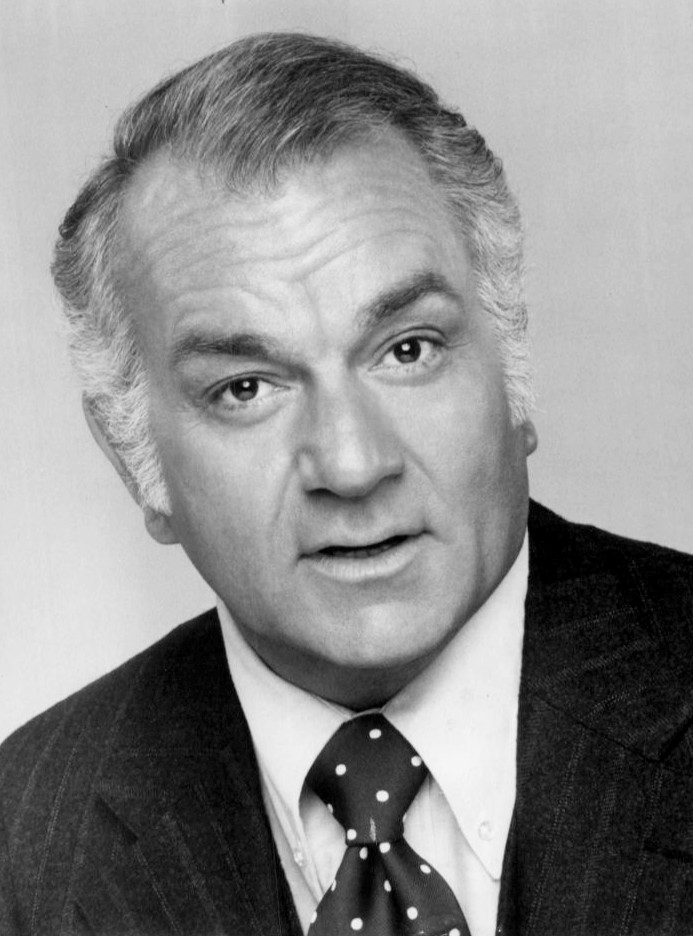
Robert Mandan, 1977

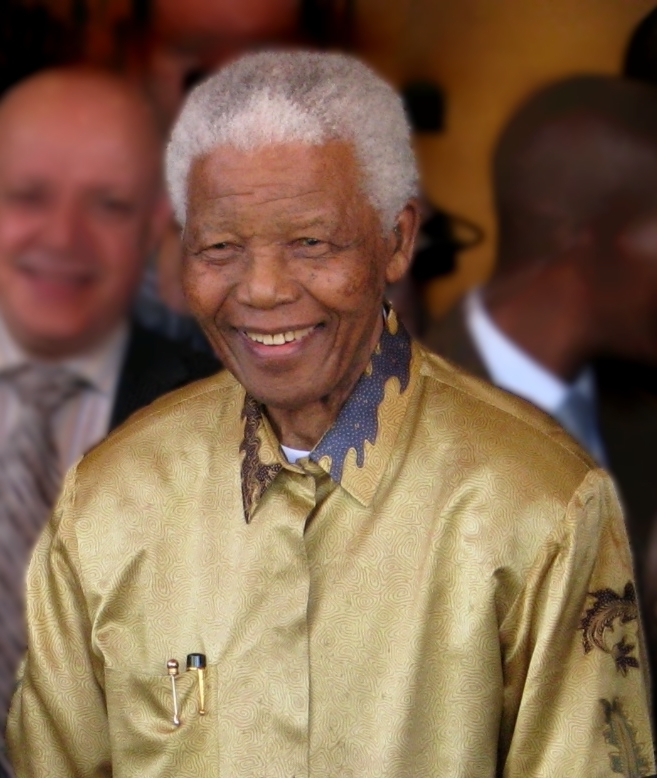
Nelson Mandela

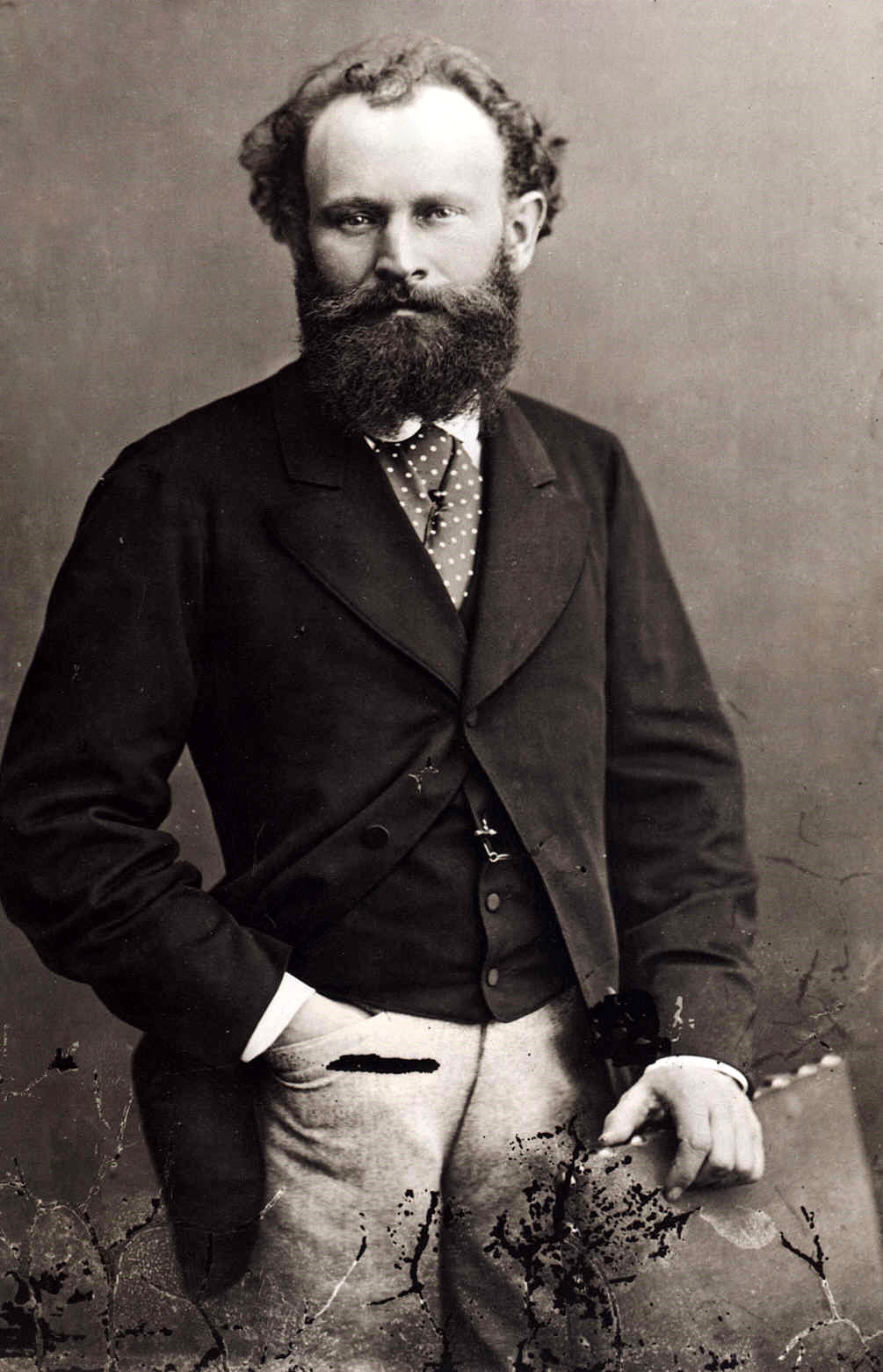
Édouard Manet

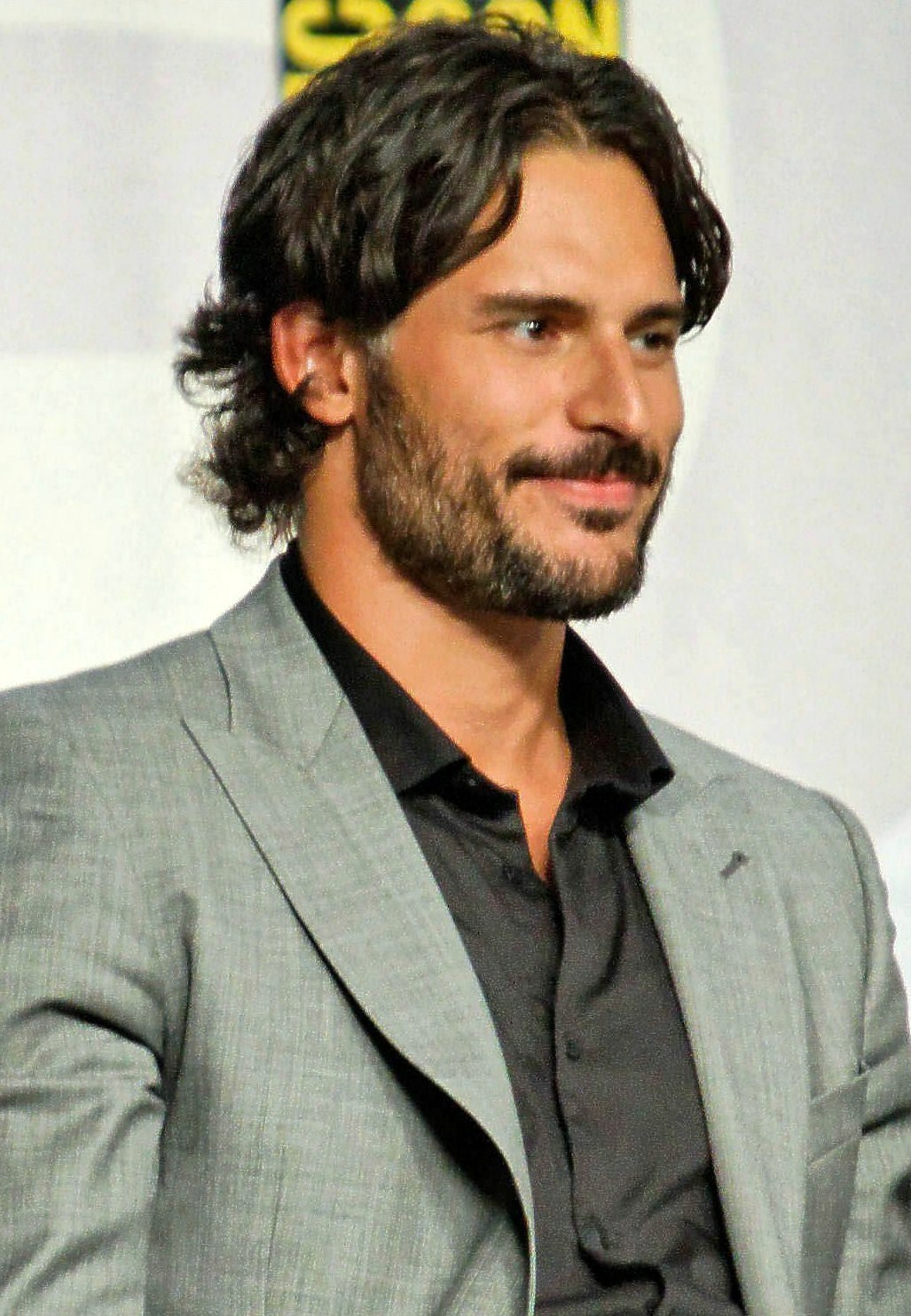
Joe Manganiello, 2010

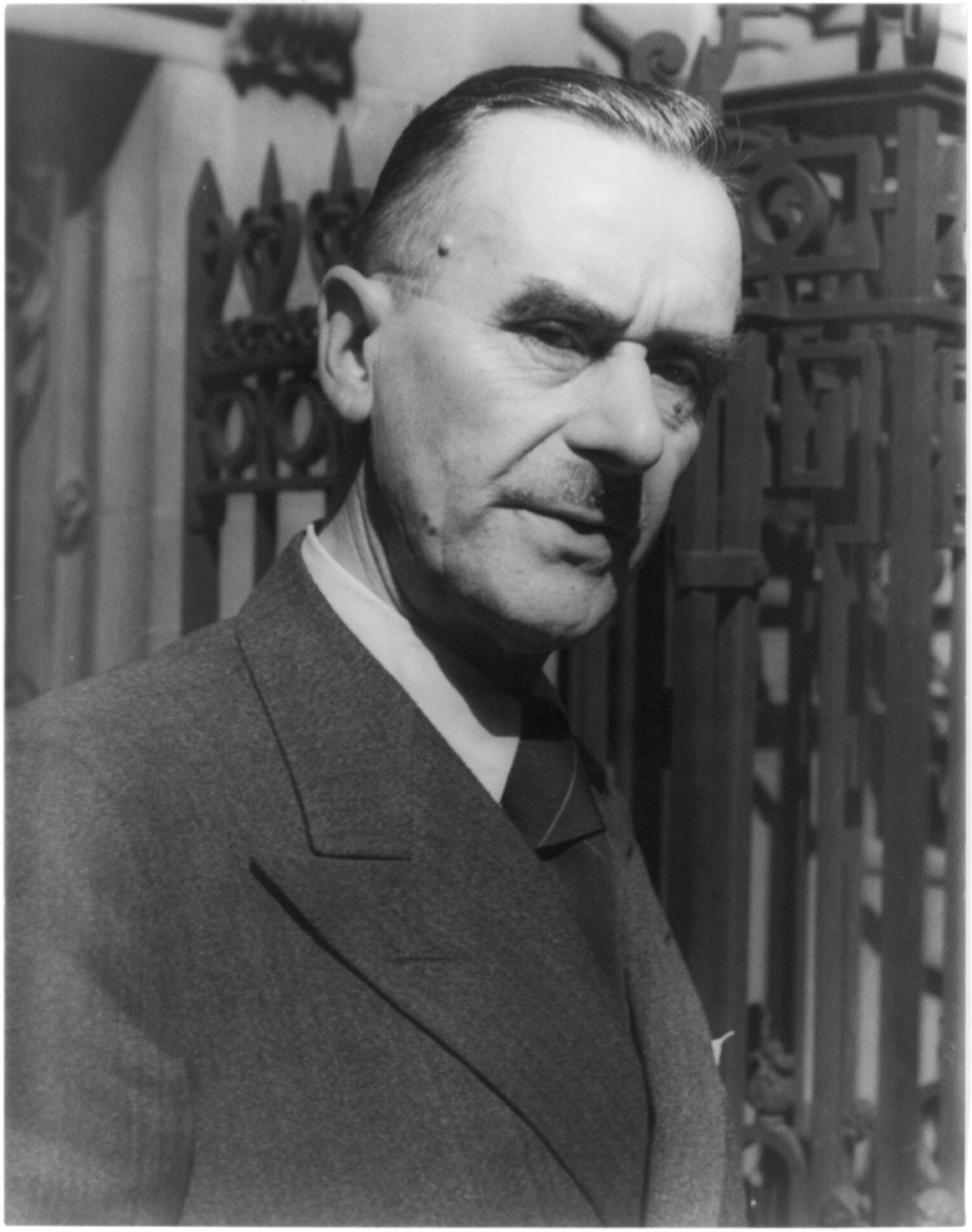
Thomas Mann

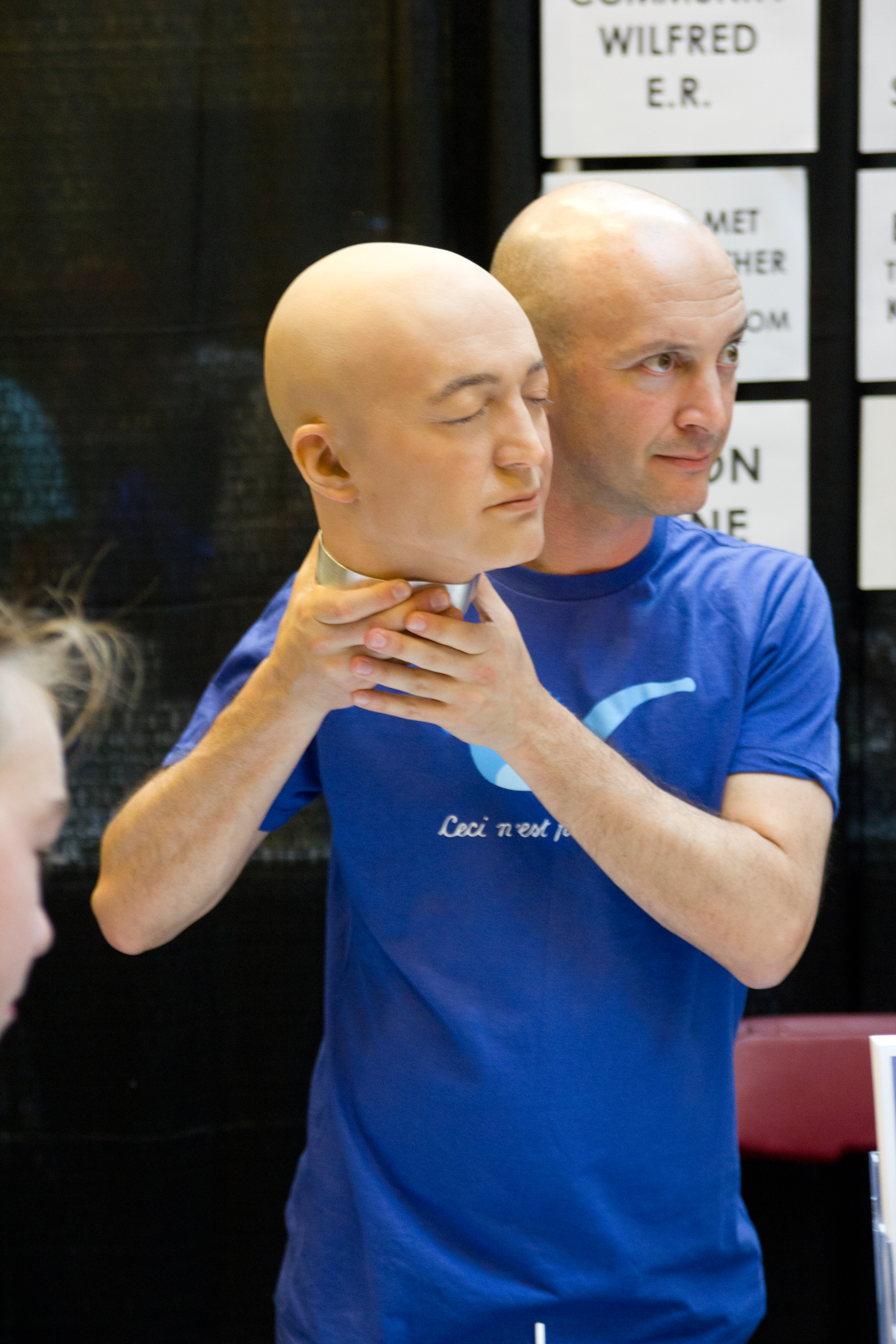
J.P. Manoux, 2012

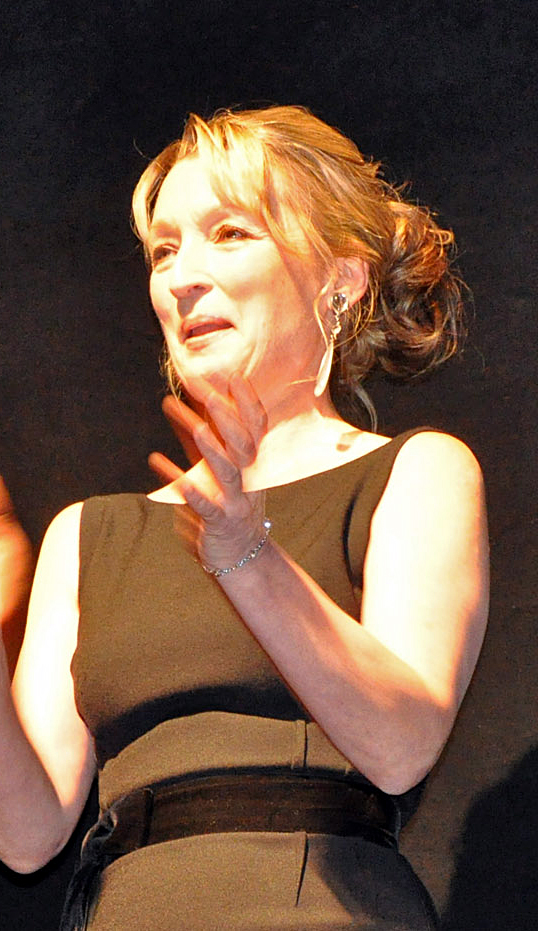
Leslie Manville, 2010

- Hendrik de Man (1885-1953), Belgisch politicus
- Herman de Man (1898-1946), Nederlands schrijver
- Laurens de Man (1993), Nederlands organist en pianist
- Durka Mana (1988), Soedanees atlete
- Syukuro Manabe (1931), Japan-Amerikaans meteoroloog, klimatoloog en Nobellaureaat
- Tomomi Manako (1972), Japans motorcoureur
- Eraño Manalo (1925-2009), Filipijns geestelijk leider Iglesia ni Cristo
- Felix Manalo (1886-1963), Filipijns geestelijk leider Iglesia ni Cristo
- Florent Manaudou (1990), Frans zwemmer
- Laure Manaudou (1986), Frans zwemster en olympisch kampioene
- Daniel Manche (1993), Amerikaans acteur
- Michael Mancienne (1988), Engels voetballer
- Daniel Mancinelli (1988), Italiaans autocoureur
- Roberto Mancini (1964), Italiaans voetballer en voetbalcoach
- Manco Inca Yupanqui (1516-1544), Incaheerser
- Julia Mancuso (1984), Amerikaans alpineskiester
- David Mandago (1974), Keniaans atleet
- Robert Mandan (1932-2018), Amerikaans acteur
- Johnny Mandel (1925-2020), Amerikaans filmcomponist en arrangeur
- Nelson Mandela (1918-2013), Zuid-Afrikaans anti-apartheidsstrijder en president (1994-1999)
- Winnie Mandela (1936-2018), Zuid-Afrikaans anti-apartheidsactiviste en ex-vrouw van Nelson Mandela
- Henryk Mandelbaum (1922-2008), Joods-Pools Holocaustoverlevende
- Maurice Mandelbaum (1908-1987), Amerikaans filosoof
- Benoît Mandelbrot (1924-2010), Pools-Frans wiskundige
- Karel Paul van der Mandele (1880-1975), Nederlands bankier
- Leonid Mandelstam (1879-1944), Russisch natuurkundige
- Liliane Mandema (1959-2020), Nederlands atlete en fysiotherapeut
- Henri Ch. C. J. van der Mandere (1883-1959), Nederlands journalist en vredesactivist
- Marlies Manders (1991), Nederlands atlete
- Tom Manders (1921-1972), Nederlands cabaretier
- Jan van Mandeville (ca. 1300-na 1357), Engels schrijver
- Christopher Mandiangu (1992), Duits voetballer
- Maria Mandl (1912-1948), Oostenrijks oorlogsmisdadiger
- Mando, Grieks zangeres
- Claude Mandonnaud (1950), Frans zwemster
- Arkadi Naminovitsj Mandzjiev (1961-2022), Russisch-Kalmukse zanger, componist, politicus en muzikant
- Mario Mandžukić (1986), Kroatisch voetballer
- Jutatip Maneephan, (1988) Thais wielrenner
- Bertien van Manen (1935-2024), Nederlands fotografe
- Hans van Manen (1932), Nederlands balletdanser, choreograaf en fotograaf
- Willem van Manen (1940-2024), Nederlands jazzmusicus
- Jos van Manen Pieters (1930-2015), Nederlands schrijfster
- Albert Manent i Segimon (1930-2014), Catalaans schrijver, historiograaf en activist
- Marshall Manesh (1950), Iraans acteur
- Édouard Manet (1832-1883), Frans schilder
- Manetho (ca. 205 v.C), Egyptisch priester en geschiedschrijver
- Dina Manfredini (1897-2012), Amerikaans honderdplusser, oudste mens ter wereld
- Véronique Mang (1984), Frans atlete
- Joe Manganiello (1976), Amerikaans acteur, filmproducent en stuntman
- Albert Mangelsdorff (1928-2005), Duits jazztrombonist
- Emil Mangelsdorff (1925-2022), Duits jazzmuzikant
- Volkert Manger Cats (1941/42), Nederlands medicus
- Lata Mangeshkar (1929-2022), Indiaas zangeres
- Raul Manglapus (1918-1999), Filipijns senator en minister van buitenlandse zaken
- Mike Mangold (1955), Amerikaans piloot
- Esmael Mangudadatu (1968), Filipijns politicus
- Jonathan Mangum (1971), Amerikaans acteur, komiek, filmproducent en scenarioschrijver
- Victor Mangwele (1930), Atleet uit Congo-Kinshasa/Belgisch atleet
- Mirela Maniani (1976), Albanees-Grieks atlete
- Fred Manichand (1930-2000), Surinaams politicus
- Maurice Manificat (1986), Frans langlaufer
- Rizwan Manji (1974), Canadees acteur, filmproducent, filmregisseur en scenarioschrijver
- Manke Nelis (1919-1993), Nederlands zanger; pseudoniem van Cornelis Pieters
- Herman J. Mankiewicz (1897-1953), Amerikaans scenarioschrijver
- Peter Mankoč (1978), Sloveens zwemmer
- Peter Manley (1962), Engels darter
- Abby Mann (1927–2008), Amerikaans scenario- en toneelschrijver en tv/filmproducent
- Aimee Mann (1960), Amerikaans singer-songwriter
- Byron Mann, Chinees/Amerikaans acteur
- Dieter Mann (1941-2022), Duitse acteur en regisseur
- Herbie Mann (1930-2003), Amerikaans jazzmusicus
- Simon Mann (2001), Brits-Amerikaans autocoureur
- Thomas Mann (1875-1955), Duits schrijver
- Thomas Mann (1946), Duits politicus
- Vera Mann (1963), Vlaams actrice en zangeres
- Woody Mann (1952-2022), Amerikaans jazz- en blues-gitarist
- Theo Mann-Bouwmeester (1850-1939), Nederlands actrice
- Carl Gustaf Mannerheim (1867-1951), Fins legerleider en president (1944-1946)
- Hannu Manninen (1978), Fins noordse combinatieskiër
- Bernard Manning (1930-2007), Brits komiek
- Patrick Manning (1946-2016), president van Trinidad en Tobago
- Gerrit Mannoury (1867-1956), Nederlands wiskundige en filosoof
- Mădălina Manole (1967-2010), Roemeens zangeres
- Stanislav Manolev (1985), Bulgaars voetballer
- Josip Manolić (1920-2024), Kroatisch politicus; premier (augustus 1990-juli 1991)
- Lia Manoliu (1932-1998), Roemeens atlete
- Ehud Manor (1941-2005) Israëlisch tekstdichter en vertaler
- J.P. Manoux (1969), Amerikaans acteur
- Jan Mans (1940-2021), Nederlands burgemeester
- Jan Manschot (1947-2014), Nederlands drummer
- Amos Mansdorf (1965), Israëlisch tennisser
- Christian Mansell (2005), Australisch autocoureur
- Jack Mansell (1927-2016), Brits voetballer en voetbaltrainer
- Nigel Mansell (1953), Brits autocoureur
- Scott Mansell (1985), Brits autocoureur
- Jaap Mansfeld, (1936), Nederlands hoogleraar Grieks-Romeinse filosofie
- Rudolf Mansfeld (1901-1960), Duits botanicus
- Jayne Mansfield (1933-1967), Amerikaans actrice
- Katherine Mansfield (1888-1923), Nieuw-Zeelands-Brits schrijfster
- Martha Mansfield (1899-1923), Amerikaans actrice
- Mike Mansfield (1903-2001), Amerikaans politicus en diplomaat
- Peter Mansfield (1933-2017), Brits natuurkundige en Nobelprijswinnaar
- Tony Mansfield (1955), Brits muzikant en liedjesschrijver
- Sicco Mansholt (1908-1995), Nederlands politicus en boer
- Charles Manson (1934-2017), Amerikaans sekteleider en moordenaar
- Mounira Hadj Mansour (1989), Nederlands actrice
- Abdullah al-Mansouri (1946), Iraans-Nederlands mensenrechtenactivist
- Farzad Mansouri (2002), Afghaans taekwondoka
- Erich von Manstein (1887-1973), Duits generaal
- Andrea Mantegna (ca. 1431-1506), Italiaans schilder
- Dave Mantel (1981-2018), Nederlands acteur
- Hilary Mantel (1952-2022), Brits schrijfster
- Michael Mantell, Amerikaans acteur
- Andrea Mantovani (1994), Italiaans motorcoureur
- Richard Manuel (1943-1986), Canadees pianist, zanger en componist
- Simone Manuel (1996), Amerikaans zwemster
- Manuela (1943-2001), Duits schlagerzangeres
- Rosa Manus (1881-1942), Nederlands pacifiste en activiste voor vrouwenrechten
- Johan Manusama (1910-1995), Zuid-Moluks-Nederlands ingenieur en politicus
- Lesley Manville (1956), Brits actrice
- Philip Manyim (1978), Keniaans atleet
- Ray Manzarek (1939-2013), Amerikaans toetsenist
- Stefano Manzi (1999), Italiaans motorcoureur
- Alessandro Manzoni (1785-1873), Italiaans schrijver

## Mao
- Mao Hengfeng (1961), Chinees dissidente
- Mao Zedong (1893-1976), leider van China

## Map
- Otis W. "Joe" Maphis (1921-1986), Amerikaans gitarist, country- en rockabillymuzikant
- Rose Lee Maphis (1922-2021), Amerikaans countrymuzikante

## Maq
- Antun Maqdisi (1914/15-2005), Syrisch politiek filosoof

## Mar

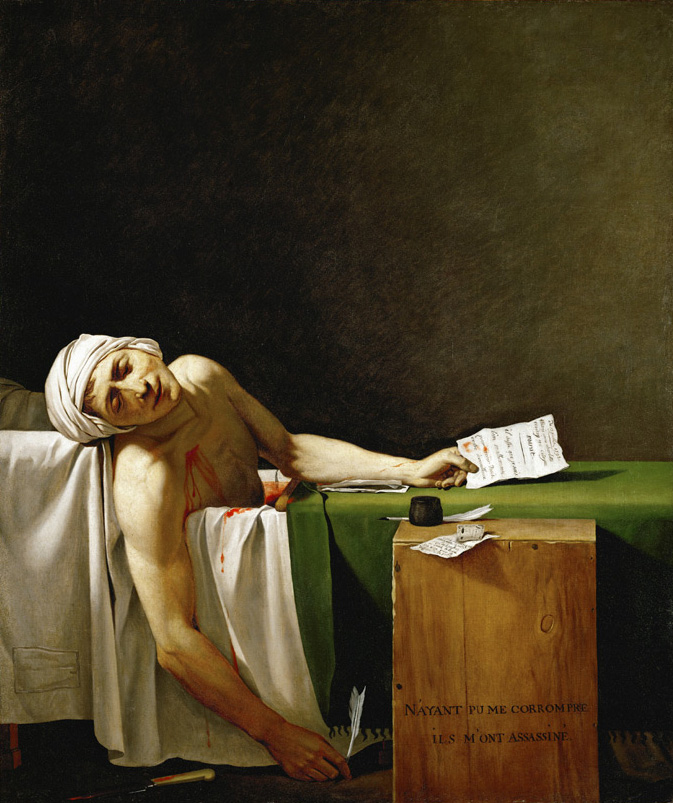
Jean-Paul Marat

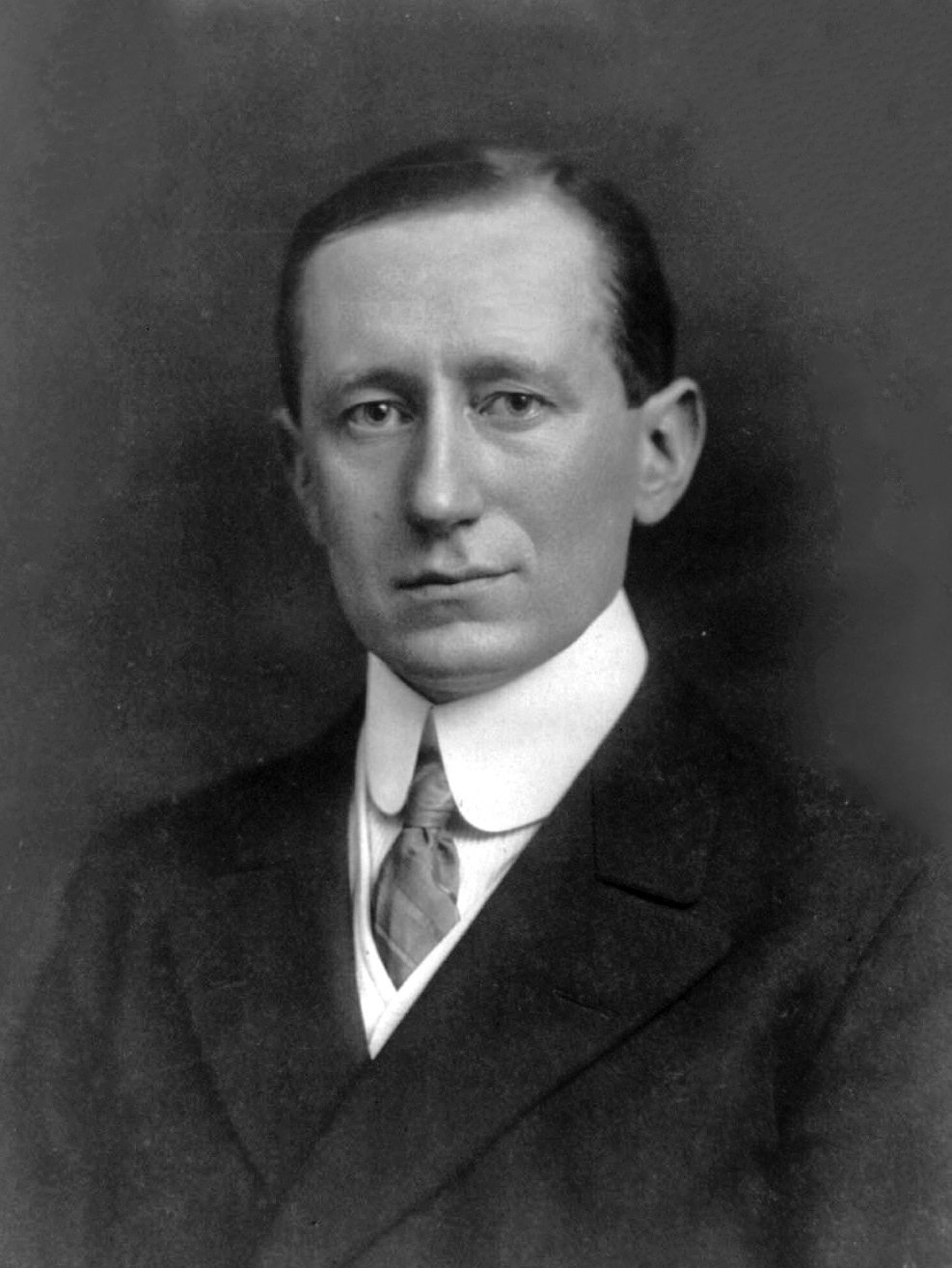
Guglielmo Marconi

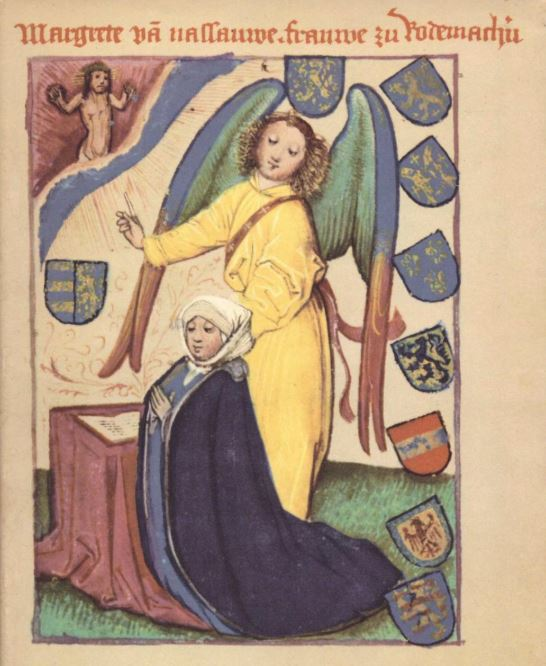
Margaretha van Nassau-Weilburg

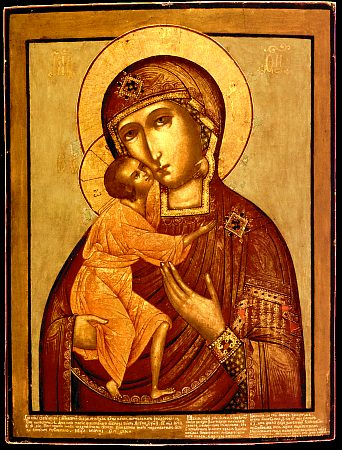
Maria

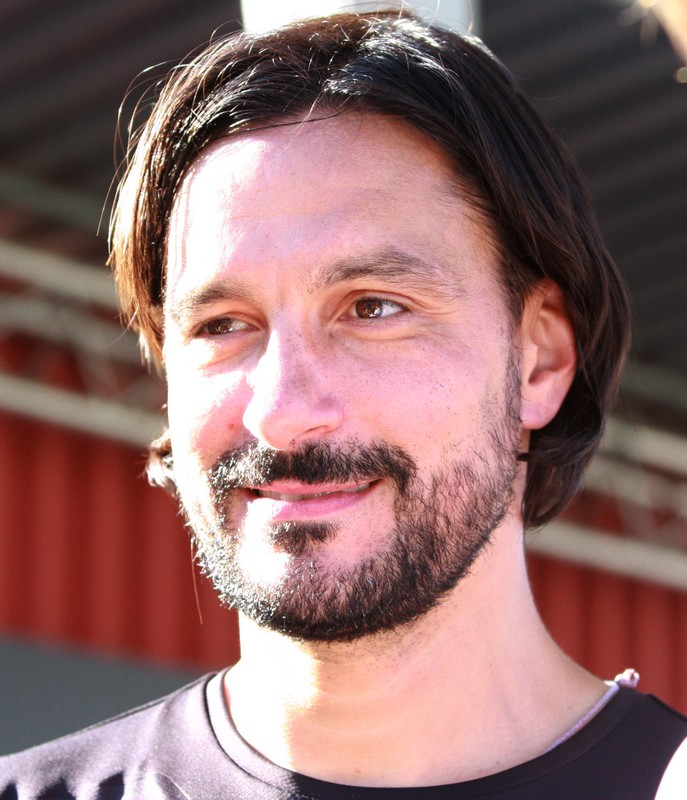
Tomislav Marić

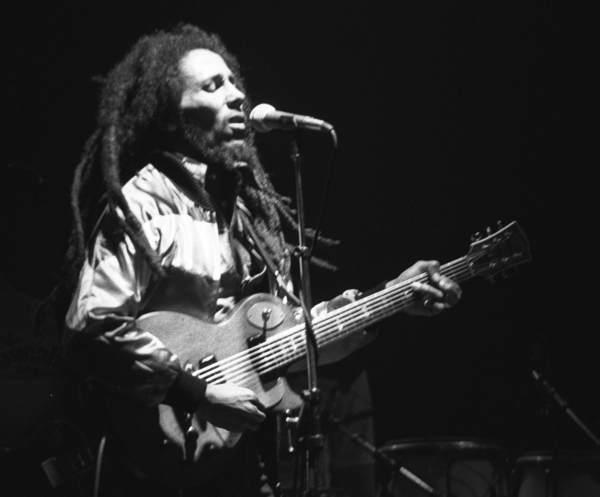
Bob Marley

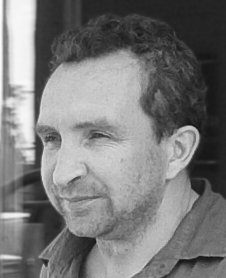
Eddie Marsan, 2009

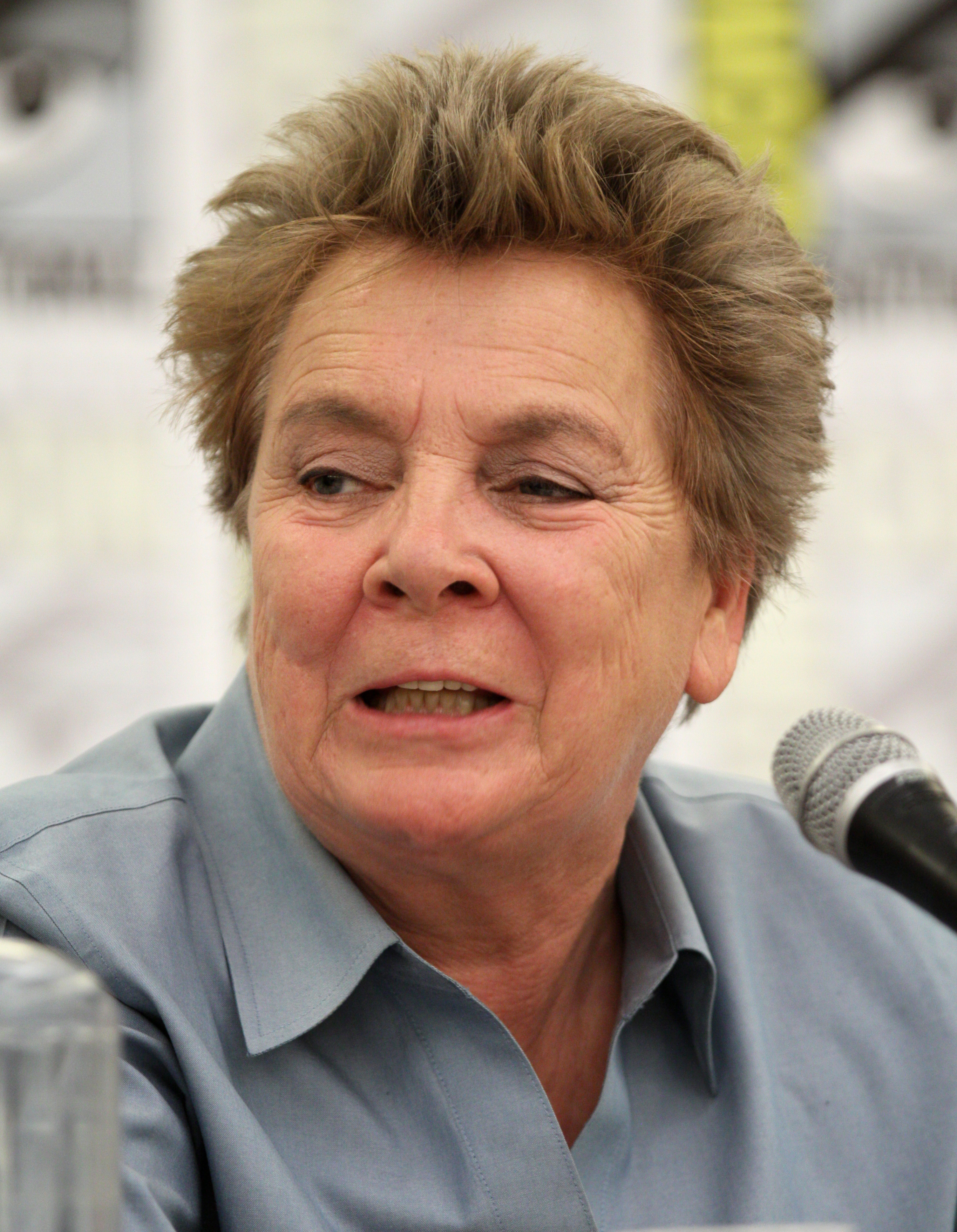
Sandy Martin, 2011

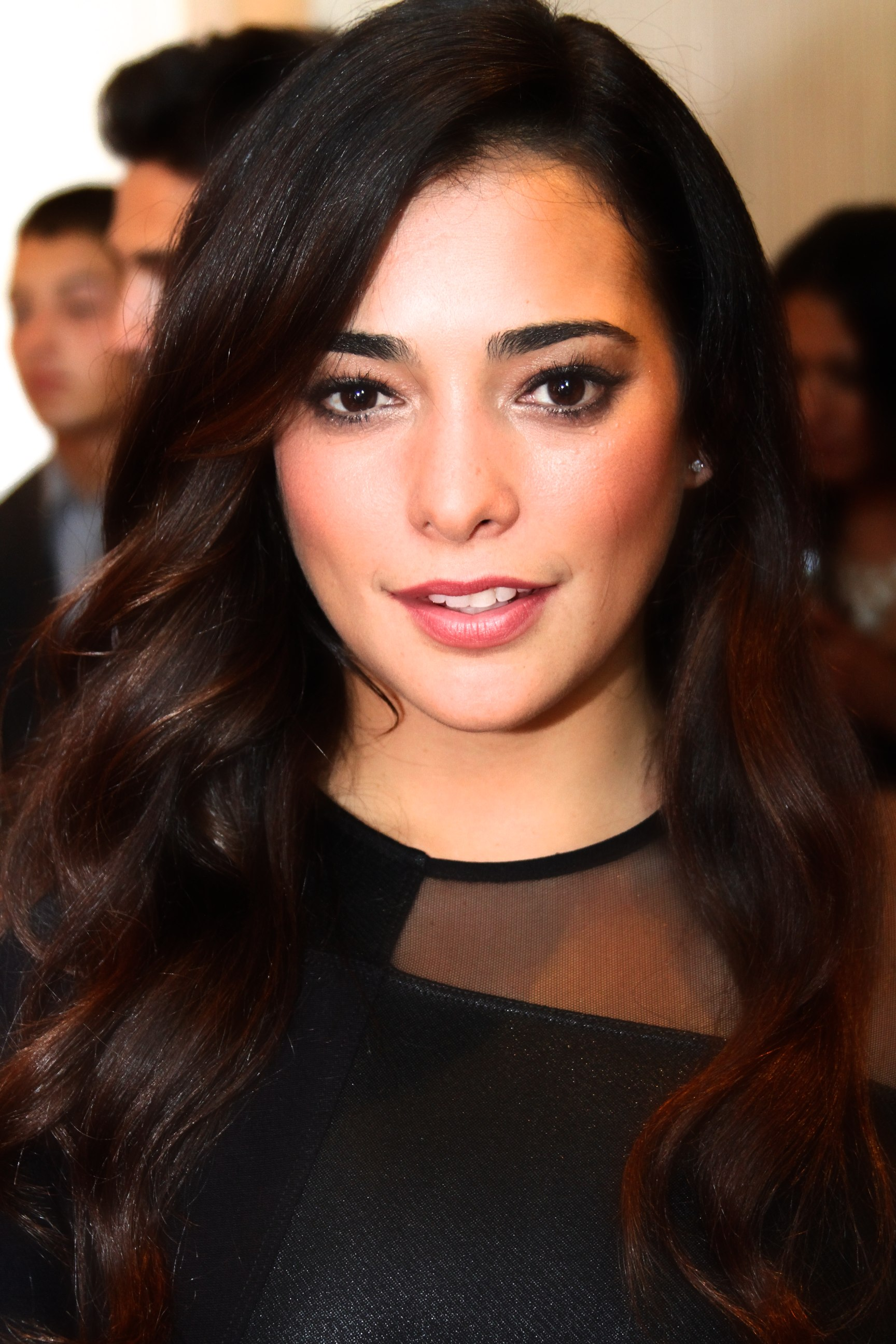
Natalie Martinez, 2013

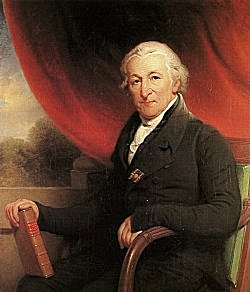
Martinus van Marum

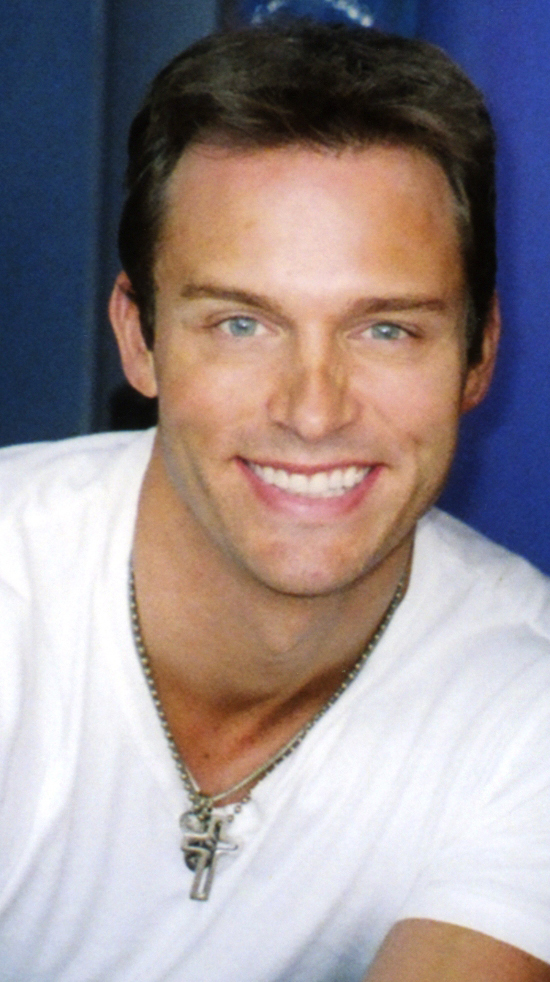
Eric Martsolf, 2008

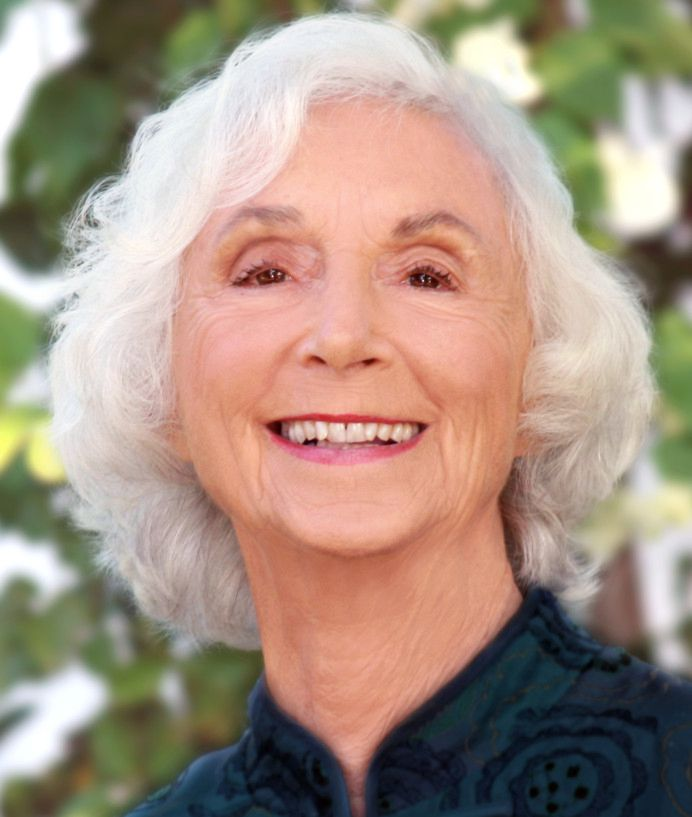
Barbara Marx Hubbard, 2011

- Fien de la Mar (1898-1965), Nederlands actrice en cabaretière
- Nap de la Mar (1878-1930), Nederlands acteur en regisseur
- Mary Mara (1960-2022), Amerikaans actrice
- Diego Maradona (1960-2020), Argentijns voetballer
- Hugo Maradona (1969-2021), Argentijns voetballer en voetbaltrainer
- Chiwoniso Maraire (1976-2013), Zimbabwaans zangeres
- Jean Marais (1913-1998), Frans acteur
- Jean-Paul Marat (1743-1793), Frans revolutionair politicus
- Alice Marble (1913-1990), Amerikaans tennisspeelster
- Franz Marc (1880-1916), Duits schilder
- Donald de Marcas (1933-2023), Nederlands hoorspelacteur en radiopresentator
- Marcel Marceau (1923-2007), Frans mimespeler
- Gabriel Marcel (1889-1973), Frans filosoof
- Benedetto Marcello (1686-1739), Italiaans componist
- Aaron March (1986), Italiaans snowboarder
- Guy Marchand (1937-2023), Frans acteur, zanger en musicus
- Léon Marchand (2002), Frans zwemmer
- Max Marchand (1888-1957), Nederlands schaker
- Marie Marchand-Arvier (1985), Frans alpineskiester
- Robert Marchand (1911-2021), Frans wielrenner
- Max de Marchant et d'Ansembourg (1894-1975), Nederlands politicus
- Elio Marchetti (1974), Italiaans autocoureur
- Laura Macrì (1990), Italiaans sopraan
- David Marciano (1960), Amerikaans acteur
- Rocky Marciano (1923-1969), Amerikaans bokser
- Raffaele Marciello (1994), Italiaans autocoureur
- Paul Marcinkus (1922-2006), Amerikaans aartsbisschop en bankier
- Frederik Adolf van der Marck (1719-1800), Duits-Nederlands jurist, filosoof en hoogleraar
- Hendrik Marck (1883-1957), Belgisch advocaat, syndicalist en politicus
- Pol Marck (1930-2017), Belgisch politicus
- Robrecht III van der Marck (1491-1537), Frans edelman en militair
- Robrecht IV van der Marck (1512-1556), Frans edelman en militair
- Sander van der Marck (1972), Nederlands roeier
- Christian Marclay (1955), Zwitsers-Amerikaans beeldend kunstenaar en componist
- Luis Alberto Marco (1986), Spaans atleet
- Guglielmo Marconi (1874-1937), Italiaans natuurkundige
- Ferdinand Marcos (1917-1989), Filipijns dictator
- Subcomandante Marcos (1964?), Mexicaans revolutionair
- Valérie Marcoux (1980), Canadees kunstschaatsster
- Marcus Antonius (1e eeuw v.Chr.), Romeins politicus
- Marcus Aurelius (121-180), Romeins keizer
- David Marcus (1924-2009), Iers-Joods uitgever en romanschrijver
- Jacob Marcus (1702-1750), Nederlands ondernemer en historicus
- Aart Jacob Marcusse (1868-1933), Nederlands politiefunctionaris
- Artur Marczewski (1896-1945), Pools voetballer
- Jann Mardenborough (1991), Brits autocoureur
- Arif Mardin (1932-2006), Turks-Amerikaans muziekproducent
- Yusra Mardini (1998), Syrisch zwemster
- Tom Mardirosian (1947), Amerikaans acteur
- Wayne Mardle (1973), Engels darter
- Elsie Maréchal (1894-1969), Engels verzetsstrijder, lid van het Belgische verzet
- Joseph Maréchal (1878-1944), Belgisch filosoof en psycholoog
- Maurice Maréchal (1906-1968), Belgisch atleet
- Robert Maréchal (1920-1992), Belgisch politicus
- Jan van der Marel (1968), Nederlands triatleet
- Aleksandar Marelja (1992), Servisch basketballer
- Joey Marella (1963-1994), Amerikaans worstelscheidsrechter
- Robert Marella (1937-1999), Amerikaans professioneel worstelaar (Gorilla Monsoon)
- Tera de Marez Oyens (1932-1996), Nederlands componiste
- Wim D. Margadant (1916–1997), Nederlands bioloog.
- Maurizio Margaglio (1974), Italiaans kunstschaatser
- Melanie Margalis (1991), Amerikaans zwemmer
- Margaretha van Baden (1404-1442), regentes van Nassau-Wiesbaden-Idstein (1426-1433)
- Margaretha van Hanau-Lichtenberg (1463-1504), Duits gravin
- Margaretha van der Mark (-1409), Duits gravin
- Margaretha van Nassau-Weilburg (1426-1490), Duits boekenverzamelaarster
- Margaretha van Neurenberg (-1382), Duits adellijke vrouw
- Margaretha van Oostenrijk (1480-1530) landvoogdes van de Nederlanden
- Margaretha van Palts-Zweibrücken (1456-1527), Duits abdis
- Margaretha van Sleeswijk-Holstein-Sonderburg (1583-1658), Deens/Duits hertogin
- Margaretha van York (1411-1460), echtgenote van Karel de Stoute
- Vincent Margera (1956), Amerikaans televisiepersoonlijkheid
- Christophe de Margerie (1951-2014), Frans ondernemer
- Ewald Marggraff (1923-2003), Nederlands grootgrondbezitter
- Aïcha Marghadi (1977), Nederlandse sportpresentatrice
- Mustafa Marghadi (1983), Nederlands televisiepresentator
- Teresa Margolles (1963), Mexicaans kunstenaar
- Mark Margolis (1939-2023), Amerikaans acteur
- Fons Margot (1921), Belgisch werkgeversbestuurder
- Margrethe II van Denemarken (1940), koningin van Denemarken (sinds 1972)
- Evert Margry (1841-1891), Nederlands architect
- Albert Margry (1857-1911), Nederlands architect
- Peter Jan Margry (1956), Nederlands wetenschapper
- Prinses Margriet (1943), Nederlands prinses
- Rok Marguč (1986), Sloveens snowboarder
- David Margulies (1937), Amerikaans acteur
- Lynn Margulis (1938-2011), Amerikaans biologe
- Giorgi Margvelasjvili (1969), Georgisch politicus (voormalig president)
- Maria (ca.1e eeuw v.Chr.-ca.1e eeuw n.Chr.), moeder van Jezus Christus
- Maria d'Este (1658-1718), koningin van Jacobus II van Engeland
- Maria van Bourgondië (1457-1482), vorstin der Nederlanden
- Maria van Nassau-Siegen (1418-1472), Duits gravin
- Maria van Nassau-Weilburg (1764-1802), coadjutrix en decanes van het Sticht Herford en kanunnikes van de Abdij van Quedlinburg
- Maria Adelheid van Luxemburg (1894-1924), groothertogin van Luxemburg (1912-1919)
- Maria Albertina van Nassau-Usingen (1686-1768), regentes van Ortenburg (1725-1733)
- Maria Aleksandrovna van Rusland (1853-1920), dochter van tsaar Alexander II
- Maria Magdalena van Limburg-Stirum (1632-1707), Duits-Nederlands gravin
- Maria Nikolajevna van Rusland (1899-1918), dochter van tsaar Nicolaas II
- Maria Paulowna van Rusland (1890-1958), nicht van tsaar Nicolaas II
- Maria Theresia van Oostenrijk (1717-1780), aartshertogin van Oostenrijk, koningin van Hongarije en Bohemen
- Guor Marial (1984), Zuid-Soedanees atleet
- Mengistu Haile Mariam (1937), Ethiopisch militair en staatsman
- Angelo Mariani (1838-1914), Frans zakenman
- Brian Mariano (1985), Nederlands atleet
- Javier Marías (1951-2022), Spaans auteur, vertaler en columnist
- Mijat Marić (1984), Zwitsers-Kroatisch voetballer
- Tomislav Marić (1973), Kroatisch voetballer
- Ciprian Marica (1985), Roemeens voetballer
- Clifford Marica (1964), Surinaams politicus
- Marie N (1973), Russisch-Lets zangeres
- Teena Marie (1956-2010), Amerikaans zangeres
- Hanna Mariën (1982), Belgisch atlete
- Heidi Mariën (1981), Belgisch atlete
- Joseph Mariën (1900-1958), Belgisch atleet
- Leo Mariën (1934-2018), Belgisch atleet
- Julika Marijn (1972), Nederlands actrice en zangeres
- Franz Marijnen (1943-2022), Belgisch toneelregisseur
- Victor Marijnen (1917-1975), Nederlands politicus
- Jan Marijnissen (1952), Nederlands politicus, man van Mari-Anne en vader van Lilian Marijnissen
- Lilian Marijnissen (1985), Nederlands studente en politica, dochter van Mari-Anne en Jan Marijnissen
- Carlos Marín (1968-2021), Spaans bariton
- Luca Marin (1986), Italiaans zwemmer
- Marko Marin (1989), Duits voetballer
- Imca Marina (1941), Nederlands zangeres
- Nicola Marinangeli (2003), Italiaans autocoureur
- Michael Marinaro (1992), Canadees kunstschaatser
- Jacques Marinelli (1925-2025), Frans wielrenner
- Paul Mariner (1953-2021), Engels voetballer
- Mihai Marinescu (1989), Roemeens autocoureur
- Luca Marini (1997), Italiaans motorcoureur
- Florian Marino (1993), Frans motorcoureur
- Julia Marino (1997), Amerikaans snowboardster
- Claude Marinower (1954), Belgisch politicus
- Hennie Marinus (1938), Nederlands wielrenner
- Charles Marion (1887-1944), Frans ruiter en politicus
- Shawn Marion (1978), Amerikaans basketballer
- Jacob Maris (1837-1899), Nederlands kunstschilder
- Matthijs Maris (1839-1917), Nederlands kunstschilder
- Willem Maris (1844-1910), Nederlands kunstschilder
- Willem Maris (1936-2010), Nederlands tennisser
- Ernst Marischka (1893-1963), Oostenrijkse auteur en regisseur
- Mike Marissen (1992), Nederlands zwemmer
- Lily Mariye (1956), Amerikaans actrice, filmregisseuse, filmproducente en scenarioschrijfster
- Heidi Mark (1971), Amerikaans actrice en model
- Margaretha van der Mark (-1409), Duits gravin
- Rob van der Mark (1946-2017), Nederlands bestuurder
- Mark 'Oh (1970), Duits danceproducer
- Benjamin Markarian (1913-1985), Armeens astrofysicus
- Artjom Markelov (1994), Russisch autocoureur
- Biz Markie (1965-2021), Amerikaans rapper
- Brian Markinson, Canadees acteur
- Dmitri Markov (1975), Wit-Russisch-Australisch atleet
- Alicia Markova (1910), Brits balletdanseres
- Olga Markova (1968), Russisch atlete
- Ante Marković (1924-2011), Kroatisch politicus
- Mirjana Marković (1942), Servisch lerares en ideologe, vrouw van Slobodan Milošević
- Harry Markowitz (1927-2023), Amerikaans econoom
- Hannah Marks (1993), Amerikaans actrice, filmregisseur, scenarioschrijfster en filmproducente
- Rovena Marku (1987), Albanees zwemster
- Ans Markus (1947), Nederlands kunstschilderes
- Mirella van Markus (1977), Nederlands televisiepresentatrice
- Markward van Prüm (+853), zalige abt
- Diego Markwell (1980), Nederlands-Antilliaans honkballer
- Robert Marland, (1964), Canadees roeier
- Hendrik van Marle (1362-1397), Frans adellijke
- Jo van Marle (1924-1995), Nederlands sportbestuurder
- Bob Marley (1945-1981), Jamaicaans reggae-artiest
- Skip Marley (1996), Jamaicaans zanger
- Joseph de Marliave (1873-1914), Frans musicoloog
- Roland Marloye (1962), Belgisch atleet
- Marcel Marnat (1933-2024), Frans musicoloog, journalist en radioproducent
- Auguste de Marmont (1774-1852), Frans generaal
- Anémone Marmottan (1988), Frans alpineskiester
- Patrick Marnef (1955), Belgisch syndicalist en politicus
- Niels Marnegrave (1987), Belgisch basketballer
- Pieter Lucas Marnette (1888-1948), Nederlands architect
- Marnix van St Aldegonde (1540-1598), Zuid-Nederlands schrijver
- Monika Maron (1941), Duits schrijfster
- Roberto Maroni (1955-2022), Italiaans politicus
- Gabriele Marotta (1967), Italiaans autocoureur
- Henk Marquart Scholtz (1946), Nederlands politicus
- Albert Marquet (1875-1947), Frans schilder
- Guillaume Marquet (1922-2010), Belgisch atleet
- Álex Márquez (1996), Spaans motorcoureur
- Marc Márquez (1993), Spaans motorcoureur
- Martin Marquez (1968), Brits acteur
- Vanessa Marquez (1968), Amerikaans actrice
- Philippe Marquis (1989), Canadees freestyleskiër
- Andrew Marr (1959), Brits journalist
- Johnny Marr (1964), Brits rockmusicus
- Donato Marra (1940), Italiaans politicus
- Luc Marreel (1949-2015), Belgisch darter
- Fausto Marreiros (1966), Portugees-Nederlands schaatser
- Moore Marriott (1885-1949), Brits acteur
- Nicolas Marroc (1986), Frans autocoureur
- Kettly Mars (1958), Haïtiaans schrijfster en dichteres
- Francesca Marsaglia (1990), Italiaans alpineskiester
- Matteo Marsaglia (1985), Italiaans alpineskiër
- Wynton Marsalis (1961), Amerikaans (jazz)trompettist
- Eddie Marsan (1968), Brits acteur
- Faye Marsay (1986), Brits actrice
- Bernie Marsden (1951-2023), Brits gitarist
- Brian Marsden (1937-2010), Brits astronoom
- Ernest Marsden (1889-1970), Brits/Nieuw-Zeelandse natuurkundige
- Gerry Marsden (1942-2021), Brits zanger
- John Marsden (1950-2024 ), Australisch schrijver
- Adam Marsh (ca. 1200 - 1259), Engels geestelijke en theoloog
- Bailey Marsh (2002), Australisch darter
- Graham Marsh (1944), Australisch golfer en golfbaanarchitect
- Jean Marsh (1934-2025), Brits actrice
- Jeff "Swampy" Marsh (1960), Amerikaans televisieregisseur, schrijver en producent
- Jesse Marsh (1907-1966), Amerikaans stripauteur
- Jodie Marsh (1978), Brits mediafiguur, bodybuilder en glamourmodel
- Mae Marsh (1894-1968), Amerikaans actrice
- Matthew Marsh (1954), Brits acteur
- Matthew Marsh (1968), Brits-Hongkongs autocoureur
- Mike Marsh (1967), Amerikaans atleet
- Ngaio Marsh (1895-1982), Nieuw-Zeelands schrijfster
- Othniel Charles Marsh (1831-1899), Amerikaans paleontoloog
- Reginald Marsh (1926-2001), Engels acteur
- Rhys Marsh, Brits-Noors zanger en muzikant
- Roger Marsh (1949), Brits componist en muziekpedagoog
- Tony Marsh (1931-2009), Brits autocoureur
- Arik Marshall (1967), Amerikaans gitarist
- Chelsea Marshall (1986), Amerikaans alpineskiester
- Christine Marshall (1986), Amerikaans zwemster
- Cy Marshall (1902-1974), Amerikaans autocoureur
- Frank Marshall (1877-1946), Amerikaans-Canadees schaker
- George Marshall (1880-1959), Amerikaans generaal en politicus
- Marcus Marshall (1978), Australisch autocoureur
- Peter Marshall (1982), Amerikaans zwemmer
- Samantha Marshall (1992), Australisch zwemster
- Thurgood Marshall (1909-1993), Amerikaans Hooggerechtshofrechter
- Tony Marshall (1938-2023), Duits schlagerzanger
- Zena Marshall (1925-2009), Brits actrice
- Logan Marshall-Green (1976), Amerikaans acteur
- Hendrik Marsman (1899-1940), Nederlands dichter
- Hendrik Jan Marsman (1937–2012), Nederlands schrijver en dichter (pseudoniem J. Bernlef)
- Alexandre Marsoin (1989), Frans autocoureur
- Hugo Marsoul (1945), Belgisch politicus
- Barbara Marten (1947), Brits actrice
- Adriaan Martens (1885-1968), Belgisch arts, hoogleraar en collaborateur
- Alfons Martens (1888-1960), Nederlands-Belgisch redacteur
- André Martens (?), Belgisch politicus
- Andreas Martens (1951), Duits stripauteur
- Bart Martens (1969), Belgisch politicus en milieuactivist
- Bettien Martens (1951), Nederlands crimineel
- Carl Eduard von Martens (1831-1904), Duits zoöloog
- Caroline Martens (1986), Noors golfster
- Constant Martens (1889-1972), Nederlands edelman
- Dieudonné Martens (1906-1962), Belgisch politicus
- Dirk Martens (1446/47-1534), Zuid-Nederlands drukker en uitgever
- Dirk Martens (1951), Belgisch journalist, publicist en schrijver
- Frédéric Martens (1806-1885), Frans-Italiaans fotograaf
- Gaston Martens (1883-1967), Belgisch schrijver
- Georg Friedrich von Martens (1756-1821), Duits rechtsgeleerde en diplomaat
- George Martens (1894-1979), Nederlands kunstenaar
- Gerard Martens (1926-2008), Belgisch politicus en ondernemer
- Gertjan Martens (1988), Belgisch voetballer
- Gustave Martens (1875-1932), Belgisch politicus
- Guy Martens (1958), Belgisch voetballer
- Hedda Martens (1947), Nederlands schrijfster
- Hendrik Michiel Martens (1900-1977), Nederlands burgemeester
- Hyacinth Martens (1847-1919), Belgisch architect
- Jacky Martens (1963), Belgisch motorcrosser
- Jan Martens (1939-2017), Nederlands kunstenaar
- Jan Martens (1969), Nederlands voetballer
- Jan-Pieter Martens (1974), Belgisch voetballer
- Jef Martens (1952), Belgisch beeldhouwer
- Jef Martens (1975), Belgisch dj en producer, bekend onder de artiestennaam Basto
- Jesse Martens (1990), Belgisch voetballer
- Joop Martens (1914-2002), Nederlands voetbalscheidsrechter
- Jos Martens (1964), Belgisch atleet
- Katleen Martens (1969), Belgisch politica
- Karel Martens (1939), Nederlands grafisch ontwerper
- Karel Martens (1967), Nederlands planoloog en docent
- Kurt Martens (1973), Belgisch rechtsgeleerde en hoogleraar
- Liban Martens (1911-2000), Belgisch syndicalist en politicus
- Lieke Martens (1992), Nederlands voetbalster
- Lies Martens (1971), Belgisch journalist en presentator
- Luc Martens (1946), Belgisch politicus
- Lucien Martens (1911-1999), Belgisch politicus
- Ludo Martens (1946), Belgisch politicus, communistisch activist en publicist
- Lukas Märtens (2001), Duits zwemmer
- Maaike Martens (1976), Nederlands actrice en zangeres
- Maarten Martens (1984), Belgisch voetballer
- Marco Martens (1982), Nederlands dichter
- Maria Martens (1955), Nederlands politica
- Martin Martens (1970), Nederlands schaker
- Maurice Martens (1947), Belgisch voetballer
- Michel Martens (1921-2006), Belgisch glazenier
- Patrick Martens (1978), Nederlands acteur en presentator
- Paul Martens (1983), Duits wielrenner
- Randy Martens (1987), Nederlands politicus
- René Martens (1955), Belgisch wielrenner
- Renzo Martens (1973), Nederlands kunstenaar en filmmaker
- Richard Martens (1985), Nederlands voetbalscheidsrechter
- Robin Martens (1992), Nederlands actrice, zangeres, danseres en model
- Ronny Martens (1958), Belgisch voetballer
- Rudolph Lodewijk Martens (1863-1917), Nederlands burgemeester
- Sandy Martens (1972), Belgisch voetballer
- Sido Martens (1949), Nederlands zanger, gitarist en mandolinespeler
- Siep Martens (1930-2001), Nederlands advocaat, rechter en president van de Hoge Raad der Nederlanden
- Steven Martens (1964), Belgisch tenniscoach en sportbestuurder
- Theo Martens (1990), Nederlands voetballer
- Thierry Martens (1942-2011), Belgisch stripauteur
- Wilfried Martens (1936-2013), Belgisch politicus, premier en advocaat
- Willy Martens (1856-1927), Nederlands kunstenaar
- Jacob Constantijn Martens van Sevenhoven (1793-1861), Nederlands edelman, politicus en rechter
- Toon Martens van Sevenhoven (1880-1952), Nederlands archivaris
- Bernard Martens van Vliet (1938-2011), Nederlands journalist en schrijver
- Frank Marth (1922-2014), Amerikaans acteur
- Antoni Martí (1963-2023), Andorrees politicus; minister-president (2011-2019)
- Josep María Martí (2005), Spaans autocoureur
- Nerea Martí (2002), Spaans autocoureur
- Milan Martić (1954), Servisch-Kroatisch politiefunctionaris, paramilitair, politicus en oorlogsmisdadiger
- Petra Martić (1991), Kroatisch tennisster
- Tonči Martić (1972), Kroatisch voetballer
- Alberto Martín (1978), Spaans tennisser
- Archer J.P. Martin (1910-2002), Brits scheikundige en Nobelprijswinnaar
- Dean Martin (1917-1995), Amerikaans acteur
- Dewey Martin (1940-2009), Canadees drummer
- Hans-Peter Martin (1957), Oostenrijks journalist, publicist, politicus, milieuactivist en klokkenluider
- John Martin (1984), Australisch autocoureur
- Jorge Martín (1998), Spaans motorcoureur
- LaVonna Martin (1966), Amerikaans atlete
- Ludovic Martin (1976), Frans wielrenner
- Madeleine Martin (1993), Amerikaans actrice
- Maxime Martin (1986), Belgisch autocoureur
- Meaghan Jette Martin (1992), Amerikaans actrice en zangeres
- Marilyn Martin (1954), Amerikaans zangeres
- Michelle Martin (1960), Belgisch criminele en ex-echtgenote van Marc Dutroux
- Melissa R. Martin (1979), Amerikaans actrice
- Peter Martin (1940), Amerikaans hoogleraar en schrijver
- Paul Martin (1938), Canadees premier
- Ricky Martin (1971), Puerto Ricaans zanger
- Sandy Martin (1950), Amerikaans actrice
- Steve Martin (1945), Amerikaans acteur, komiek en producer
- Tony Martin (1985), Duits wielrenner
- Tony Martin (1949), Zuid-Afrikaans autocoureur
- Ignacio Martín Fernández (1990), Argentijns voetballer
- Churandy Martina (1984), Nederlands/Antilliaans atleet
- Don Martina (1935-2024), Curaçaos politicus
- Javier Martina (1987), Nederlands voetballer
- Mija Martina (1984), Bosnisch zangeres
- Roy Martina (1953), Nederlands arts
- Willi Martinali (1914-1983), Nederlands kunstenaar
- Margo Martindale (1951), Amerikaans actrice
- Eugène Martineau (1980), Nederlands tienkamper
- Nicolò Martinenghi (1999), Italiaans zwemmer
- Bernat Martínez (1980-2015), Spaans motorcoureur
- David Martínez (1981), Mexicaans autocoureur
- Egoi Martínez (1978), Spaans wielrenner
- Eulogio Martínez (1935-1984), Spaans-Paraguayaans voetballer
- Guillermo Martínez (1981), Cubaans atleet
- Guillermo Martínez (1962), Argentijns schrijver
- Ifigenia Martínez Hernández (1925-2024), Mexicaans politica en econoom
- Javier Martínez (1988), Spaans voetballer
- José Manuel Martínez (1971), Spaans atleet
- Manuel Martínez (1974), Spaans atleet
- Marcos Martínez (1985), Spaans autocoureur
- Mayte Martínez (1976), Spaans atlete
- Natalie Martinez (1984), Amerikaans actrice
- Rubén Martínez (1964), Chileens voetballer
- Yancarlos Martinez (1992), Dominicaans atleet
- Yuberjén Martínez (1991), Colombiaans bokser
- Sonequa Martin-Green (1985), Amerikaans actrice
- Arturo Martini (1889-1947), Italiaans beeldhouwer
- Bruno Martini (1962-2020), Frans voetballer
- Antonio Martino (1942-2022), Italiaans politicus
- Gerardo Martino (1962), Argentijns voetballer en voetbalcoach
- Pat Martino (1944-2021), Italiaans-Amerikaans jazzgitarist
- Renato Martino (1932-2024), Italiaans kardinaal
- Herivelto Martins (1912-1992), Braziliaans componist, zanger, gitarist en acteur
- Maria Martins (1974), Frans atlete
- Victor Martins (2001), Frans autocoureur
- Leslie H. Martinson (1915-2016), Amerikaans regisseur
- Martinus I, paus (649-656)
- Martinus V, paus (1417-1431)
- Martinus van Tours (+397), bisschop en heilige
- Armen Martirosyan (1979), Armeens atleet
- Shelton Martis (1982), Antilliaans voetballer
- Francisco Martos (1984), Spaans voetballer
- Nikolaj Martsenko (1993), Russisch autocoureur
- Sergej Martsjoek (1952-2016), Russisch schaatser
- Eric Martsolf (1971), Amerikaans acteur en zanger
- Tauno Marttinen (1912-2008), Fins componist en dirigent
- Nigel Martyn (1966), Engels voetballer
- Jana Martynova (1988), Russisch zwemster
- Tip Marugg (1923-2006), Antilliaans schrijver en dichter
- Djoke van Marum (1972), Nederlands paralympisch sportster
- Martinus van Marum (1750-1837), Nederlands arts, natuuronderzoeker en chemicus
- Marusha (1966), Duits technoartieste
- Elizabeth Marvel (1969), Amerikaans actrice
- Hank B. Marvin (1941) Engels gitarist
- Lee Marvin (1924-1987), Amerikaans acteur
- Bert van Marwijk (1952), Nederlands voetballer en voetbalcoach
- Barbara Marx Hubbard (1929), Amerikaans schrijfster
- Chico Marx (1887-1961), Amerikaans acteur en komiek
- Groucho Marx (1890-1977), Amerikaans acteur en komiek
- Gummo Marx (1892-1977), Amerikaans acteur en komiek
- Harpo Marx (1888-1964), Amerikaans acteur en komiek
- Ingeborg Marx (1970), Belgisch atlete, powerliftster, gewichthefster en wielrenster
- Karl Marx (1818-1883), Duits politiek filosoof
- Thorben Marx (1981), Duits voetballer
- Zeppo Marx (1901-1979), Amerikaans acteur en komiek
- Cissy van Marxveldt (1889-1948), Nederlands (kinderboeken)schrijfster (Setske de Haan)
- Marco Marzano (1980), Italiaans wielrenner
- Gianni Marzotto (1928), Italiaans autocoureur
- Vittorio Marzotto (1922-1999), Italiaans autocoureur

## Mas

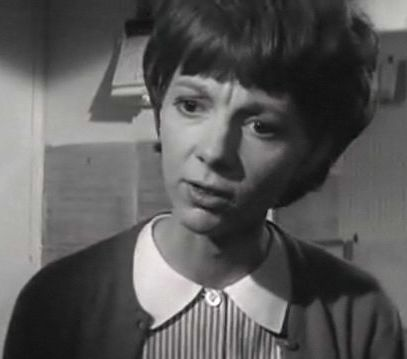
Anna Massey

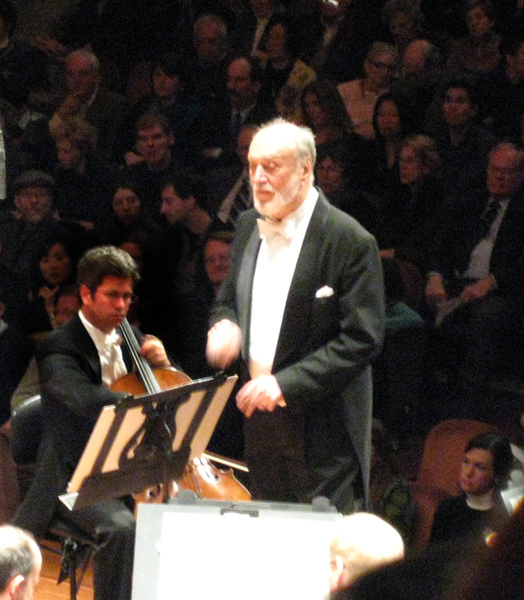
Kurt Masur

- Antonio Colóm Mas (1978), Spaans wielrenner
- Tommaso Masaccio (1401-1428), Italiaans schilder
- Edith Masai (1967), Keniaans atlete
- Linet Masai (1989), Keniaans atlete
- Alexis Masbou (1987), Frans motorcoureur
- Tomas Mascardo (1871-1932), Filipijns revolutionair generaal
- Javier Mascherano (1984), Argentijns voetballer
- Eric Maschwitz (1901-1969), Brits auteur, componist, dramaticus en scenarist
- Peer Mascini (1941-2019), Nederlands acteur (o.a. Melkunie)
- J Mascis (1965), Amerikaans muzikant
- Hugh Masekela (1939-2018), Zuid-Afrikaans muzikant
- Frans Masereel (1889-1972), Belgisch graficus
- Lodewijk Masfranckx (1873-1958), Vlaams activist
- Jivya Soma Mashe (1934), Indiaas primitief kunstenaar
- Jaume Masiá (2000), Spaans motorcoureur
- Otto Wilhelm Masing (1763-1832), Estisch predikant en taalkundige
- Pat Masioni (1961), Congolees (Kinshasa) stripauteur, illustrator en cartoonist
- Ksawery Masiuk (2004), Pools zwemmer
- Andreas Masius (1514-1573), Nederlands katholiek priester, diplomaat en (rechts)geleerde
- Eric Maskin (1950), Amerikaans econoom
- Pavel Maslák (1991), Tsjechisch atleet
- Abraham Maslow (1908-1970), Amerikaans psycholoog
- Jan Masman (1929-2009), Nederlands politicus en sportbestuurder
- Theo Uden Masman (1901-1965), Nederlands musicus
- Lenka Masná (1985), Tsjechisch atlete
- Benjo Maso (1944), Nederlands socioloog
- Chris Mason (1969), Engels darter
- Germaine Mason (1983-2017), Jamaicaans atleet
- James Mason (1909-1984), Brits acteur
- Josh Mason (2002), Brits autocoureur
- Laurence Mason, Amerikaans acteur
- Nick Mason (1944), Brits rockmusicus
- Tom Mason (1949), Amerikaans acteur
- Josef Masopust (1931-2015), Tsjechisch voetballer
- Antonio Maspes (1932-2000), Italiaans wielrenner
- Abu Hafs al-Masri (1944-2001), Egyptisch terrorist
- Jochen Mass (1946-2025), Duits autocoureur
- Valentí Massana (1970), Spaans atleet
- Bernadette Massar (1986), Nederlands paralympisch sportster
- Lea Massari (1933-2025), Italiaans actrice
- Jean Massart (1865-1925), Belgisch bioloog
- Fernand Massay (1919-2010), Belgisch voetballer
- Maurice Massay (1917-1981), Belgisch syndicalist en vakbondsbestuurder
- Kylie Masse (1996), Canadees zwemster
- Jules Massenet (1842-1912), Frans componist
- Emilio Eduardo Massera (1925-2010), Argentijns legerofficier
- Peter Masseurs (1944-2019), Nederlands trompettist
- Anna Massey (1937-2011), Engels actrice
- Christopher Massey (1990), Amerikaans acteur
- Kyle Massey (1991), Amerikaans acteur
- Souad Massi (1972), Algerijns zangeres
- Quinten Massijs (I) (±1466-1530), Zuid-Nederlands kunstschilder
- Quinten Massijs (II) (1543-1589), Zuid-Nederlands kunstschilder
- Nicolae Massim (1909-1981), Roemeens theaterregisseur en -hoogleraar
- Eric Massin (1963), Belgisch politicus
- Hans Ferdinand Massmann (1797-1874), Duits historicus en literatuurcriticus
- Antoine Masson (1806-1860), Frans natuurkundige
- Emile Masson senior (1888-1973), Belgisch wielrenner
- Émile Masson junior (1915-2011), Belgisch wielrenner
- Ilona Masson (2001), Belgisch atlete
- Michel Massot (1960), Belgisch jazztrombonist en -tubaïst
- Josep Massot i Muntaner (1941-2022), Catalaans-Spaans monnik, filoloog, historicus, uitgever en essayist
- Omara Khan Massoudi (1948), Afghaans museumdirecteur
- Nicolás Massú (1979), Chileens tennisser
- Pierre Massy (1900-1958), Nederlands voetballer
- Clemente Mastella (1947), Italiaans journalist en politicus
- Master KG (1996), Zuid-Afrikaans muziekproducent
- Svetlana Masterkova (1968), Russisch atlete
- Danny Masterson (1976), Amerikaans acteur, diskjockey, radiopresentator en restauranthouder
- Fay Masterson (1974), Brits actrice
- Tim Mastnak (1991), Sloveens snowboarder
- Carlos Mastretta Aguilera (1984), Mexicaans autocoureur
- Michael Mastro (1962), Amerikaans acteur
- Danny Mastrogiorgio, Amerikaans acteur
- Kurt Masur (1927-2015), Duits dirigent
- Shaun Maswanganyi (2001), Zuid-Afrikaans atleet
- Benson Masya (1970-2003), Keniaans atleet

## Mat

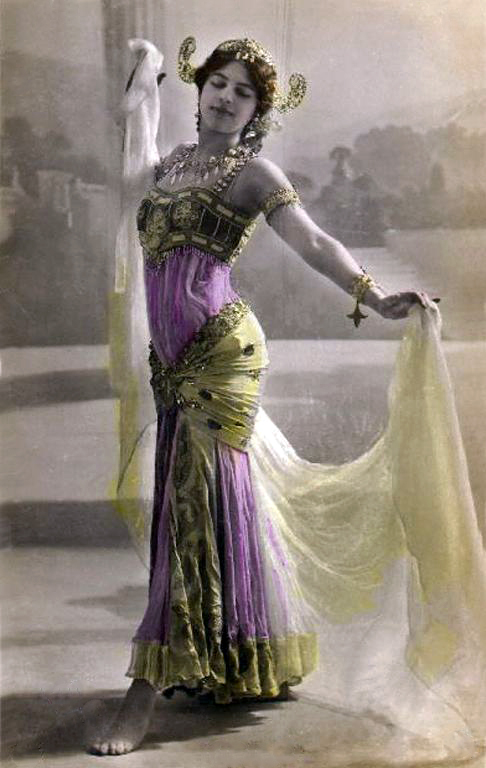
Mata Hari

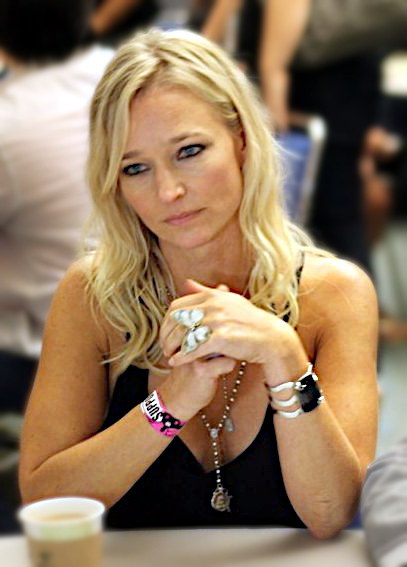
Kari Matchett, 2011

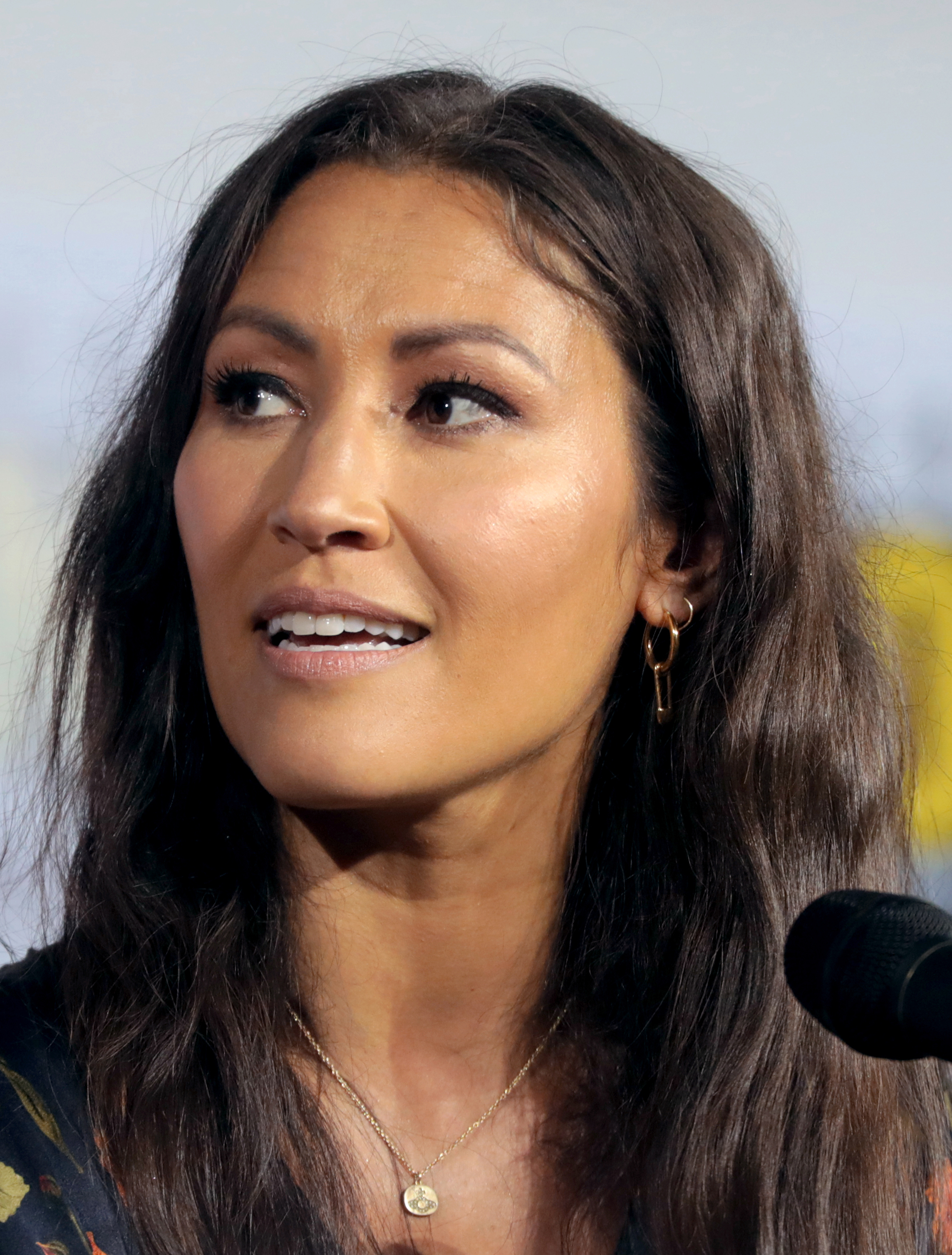
Eleanor Matsuura, 2019

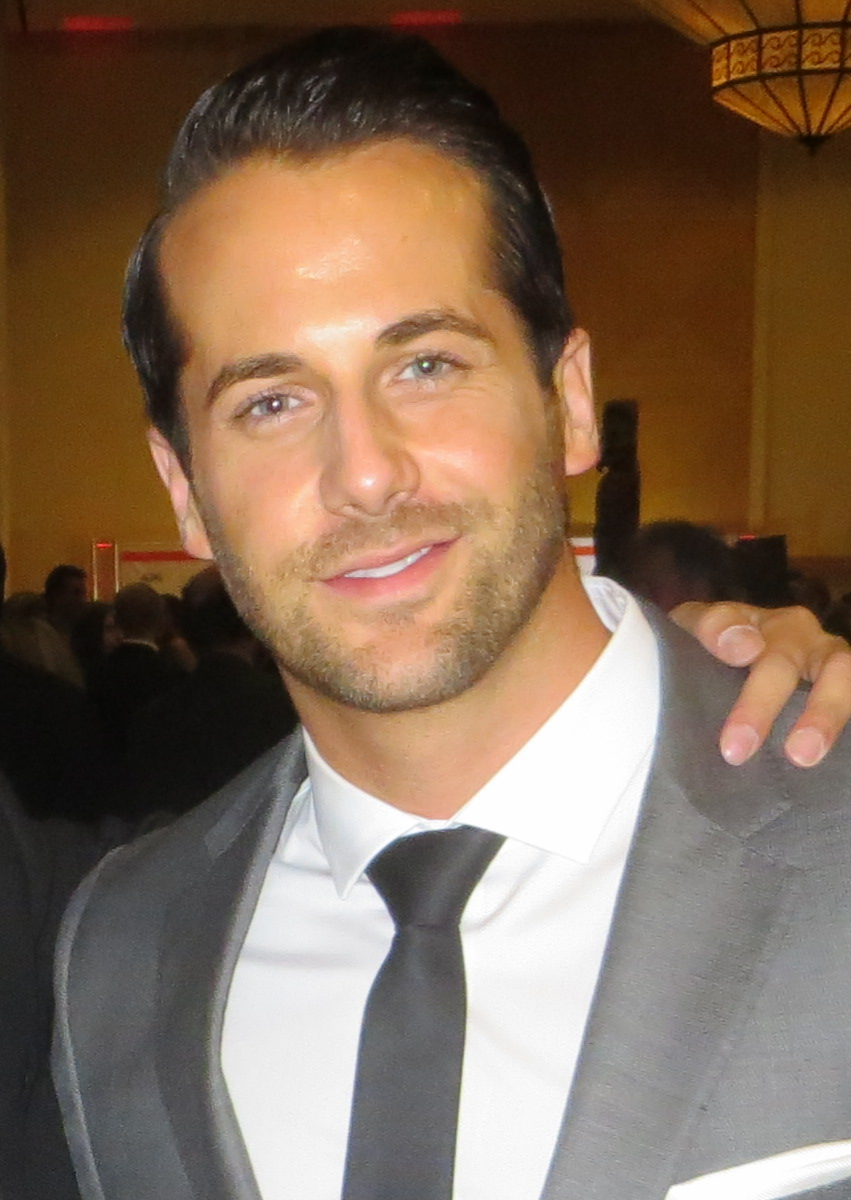
Niall Matter (2013)

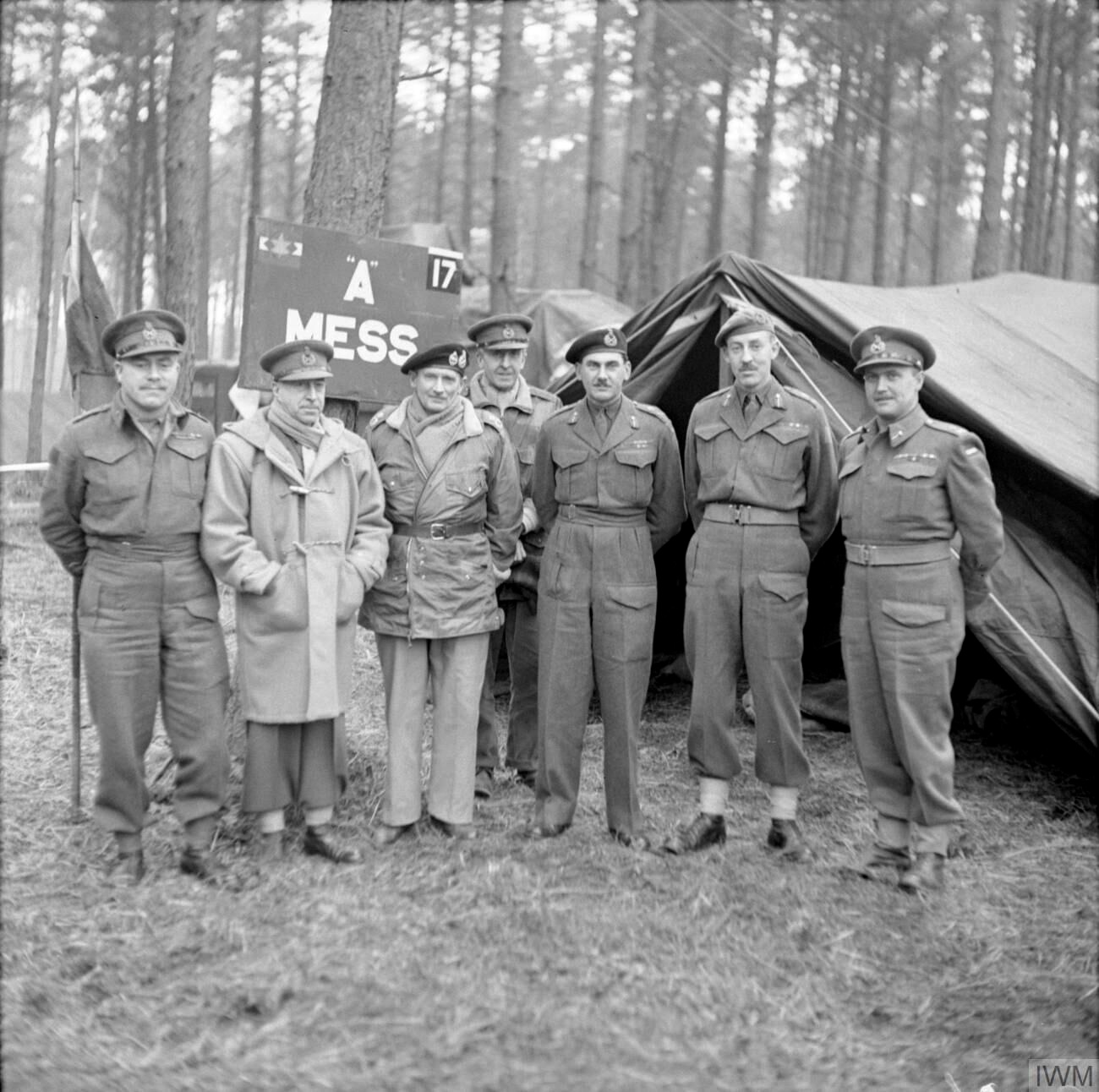
Albert Bruce Matthews (uiterst rechts)

- Mata Hari (1876-1917), Nederlands danseres
- Djana Mata (1960), Albanees sportschutster
- Juan Mata (1988), Spaans voetballer
- Vilija Matačiūnaitė (1986), Litouws zangeres
- Aleksandar Matanović (1930-2023), Servisch schaker
- Nadia Matar (1966), Israëlisch politiek activiste
- Tim Matavž (1989), Sloveens voetballer
- Kari Matchett (1970), Canadees actrice
- Dragutin Mate (1963), Sloveens politicus
- Richard Mateelong (1983), Keniaans atleet
- Sorin Matei (1963), Roemeens atleet
- Michal Matějovský (1985), Tsjechisch autocoureur
- Cornelis Matelieff de Jonge (1570-1632), Nederlands politicus
- Dietrich Mateschitz (1944-2022), Oostenrijks zakenman
- Samuel Matete (1968), Zambiaans atleet
- Martin Mathathi (1985), Keniaans atleet
- John Mather (1945), Amerikaanse astrofysicus, kosmoloog en Nobelprijswinnaar
- Marshall Bruce Mathers III (1973), Amerikaans zanger-rapper
- Mel Mathay (1932-2013), Filipijns bestuurder en politicus
- Richard Matheson (1926-2013), Amerikaans auteur
- Bob Mathias (1930-2006), Amerikaans atleet en politicus
- Michael Mathieu (1984), Bahamaans atleet
- Mireille Mathieu (1946), Frans zangeres
- Nicolas Mathieu (1978), Frans schrijver
- Paul-Henri Mathieu (1982), Frans tennisser
- Koningin Mathilde (1973), Koningin van België (2013-)
- Emel Mathlouthi (1982), Tunesisch zangeres
- Guy Mathot (1941-2005), Waals-Belgisch politicus
- Jetty Mathurin (1951), Surinaams-Nederlands actrice, cabaretière en komiek
- Théo Mathy (1924-2007), Waals-Belgisch sportjournalist en tv-presentator
- Matidia (ca.68-119), Romeins keizerin (ca.112-119)
- Johanna Matintalo (1996), Fins langlaufster
- Henri Matisse (1869-1954), Frans schilder
- Maxim Matlakov (1991), Russisch schaker
- Marlee Matlin (1965), Amerikaans actrice
- Glen Matlock (1956), Brits rockmusicus
- Gazon Matodja (1904-2011), Surinaams gaanman
- Siska Maton (1957), Belgisch atlete
- Sibusiso Matsenjwa (1988), Swazisch atleet
- Erik Matser (1963), Nederlands neuropsycholoog
- Nicolaas Matsier (1945), Nederlands schrijver
- Randy Matson (1945), Amerikaans atleet
- Bogdana Matsotska (1989), Oekraïens alpineskiester
- Kristian Matsson (1983) of The Tallest Man on Earth, Zweeds singer-songwriter
- Takeshi Matsuda (1984), Japans zwemster
- Tsugio Matsuda (1979), Japans autocoureur
- Naoki Matsudo (1973), Japans motorcoureur
- Takayuki Matsumiya (1980), Japans atleet
- Gyoji Matsumoto (1934-2019), Japans voetballer
- Katsuhiro Matsumoto (1996), Japans zwemmer
- Leiji Matsumoto (1938-2023), Japans mangakunstenaar
- Ami Matsuo (1996), Australisch zwemster
- Kazumi Matsuo (1974), Japans atlete
- Yōsuke Matsuoka (1880-1946), Japans politicus
- Nobuharu Matsushita (1993), Japans autocoureur
- Eleanor Matsuura (1983), Britse actrice
- Daisuke Matsuzaka (1980), Japans honkballer
- Andreas Matt (1982), Oostenrijks freestyleskiër
- Mario Matt (1979), Oostenrijks alpineskiër
- Michael Matt (1993), Oostenrijks alpineskiër
- Roberto Matta (1911-2002), Chileens architect, schilder en beeldhouwer
- Maurice Mattauer (1928-2009), Frans geoloog
- Coline Mattel (1995), Frans schansspringster
- Drea de Matteo (1972), Amerikaans actrice
- Luca Matteotti (1989), Italiaans snowboarder
- Niall Matter (1980), Canadees acteur
- Carlo Matteucci (1811-1868), Italiaans natuurkundige en neurofysioloog
- Lothar Matthäus (1961), Duits voetballer en voetbalcoach
- Roland Matthes (1950), Oost-Duits zwemmer
- Albert Bruce Matthews (1909-1991), Canadees militair
- Ben Matthews (1963), Brits gitarist en toetsenist
- Dakin Matthews (1940), Amerikaans acteur, toneelacteur, toneelschrijver en toneelregisseur
- Mikaela Matthews (1991), Amerikaans freestyleskiester
- Rodney Matthews (1945), Brits kunstenaar
- Stanley Matthews (1915-2000), Engels voetballer
- Arnout Matthijs (1987), Belgisch atleet
- Erik Matthijs (1949), Belgisch politicus
- Jan Matthijs (ca. 1500-1534), Nederlands predikant
- Marcel Matthijs (1899-1964), Vlaams activist en schrijver
- Paul Matthijs (1976), Nederlands voetballer
- Rhody Matthijs (1981), Nederlands componist
- Anneke Matthys (1969), Belgisch atlete
- Bernard Matthys (1776-1844), Belgisch politicus
- Lieselot Matthys (1986), Belgisch atlete
- Thomas Matthys (1985), Belgisch atleet
- Elise Matthysen (1992), Belgisch zwemster
- Ken Mattingly (1936-2023), Amerikaans astronaut
- Thomas Matton (1985), Belgisch voetballer
- Niklas Mattsson (1992), Zweeds snowboarder
- Francisco Maturana (1949), Colombiaans voetballer en voetbalcoach
- Waldemar Matuška (1932-2009), Tsjechisch schlagerzanger
- Genoveva Matute (1915-2009), Filipijns schrijfster
- Natalja Matvejeva (1986), Russisch langlaufster
- Svetlana Matvejeva (1969), Russisch schaakster
- Marko Matvere (1968), Ests acteur
- Valentina Matvijenko (1949), Russisch politicus
- Viktor Matvijenko (1948-2018), Sovjet-Oekraïens voetballer
- Nina Matviyenko (1947-2023), Oekraïens zangeres
- Pat Matzdorf (1949), Amerikaans atleet
- Jan Ernst Matzeliger (1852-1889), Surinaamse uitvinder

## Mau

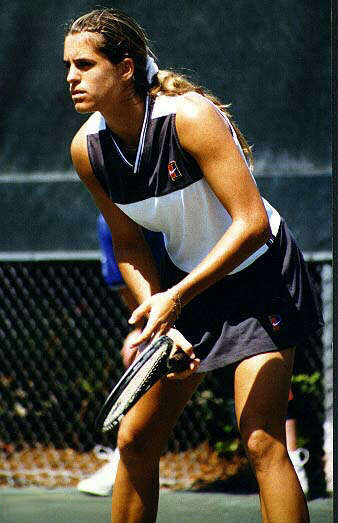
Amélie Mauresmo

- Liesbeth Mau Asam (1982), Nederlands shorttrackster
- Hanne Maudens (1997), Belgisch atlete
- Henry Maudslay (1771-1831), Brits werktuigbouwkundige en uitvinder
- Tony Maudsley (1968), Brits acteur
- Gisela Mauermayer (1913-1995), Duits atlete
- Else Mauhs (1885-1959), Duits-Nederlands actrice
- Joe Mauldin (1940-2015), Amerikaans musicus
- Maurane (1960-2018), Belgisch zangeres
- Ingo Maurer (1932), Duits industrieel ontwerper en uitvinder
- Amélie Mauresmo (1979), Frans tennisster
- Jean Mauriac (1924-2020), Frans schrijver en journalist
- Paul Mauriat (1925-2006), Frans orkestleider
- Julianna Rose Mauriello (1991), Amerikaans actrice
- Yves-Marie Maurin (1944-2009), Frans acteur
- Prins Maurits (1567-1625), Nederlands stadhouder
- Mauritia Eleonora van Portugal (?-1674), Duits/Nederlands/Portugees prinses
- Maurits Frederik van Nassau-Siegen (1621-1638), officier in het Staatse leger
- Johnny Mauro (1910-2003), Amerikaans autocoureur
- Marcel Mauron (1929-2022), Zwitsers voetballer
- Pierre Mauroy (1928-2013), Frans politicus
- Charles Maurras (1868-1952), Frans schrijver en politicus
- Octave Maus (1856-1919), Belgisch kunstkenner
- Anton Mauve (1838-1888), Nederlands kunstschilder
- Thijs Mauve (1915-1996), Nederlands kunstenaar
- Laurent Mauvignier (1967), Frans schrijver
- Mackenzie Mauzy (1988), Amerikaans actrice

## Maw
- Nicholas Maw (1935-2009), Brits componist
- Douglas Mawson (1882-1958), Australisch geoloog en poolonderzoeker
- Joey Mawson (1996), Australisch autocoureur

## Max
- Adolphe Max (1869-1939), Belgisch politicus
- Martin Max (1968), Duits voetballer
- Tyrese Maxey (2000), Amerikaans basketballer
- Hiram Stevens Maxim (1840-1916), Amerikaans-Brits uitvinder
- prinses Máxima (1971), Argentijns-Nederlands echtgenote van prins Willem-Alexander
- Maximiliaan I (1459-1519), Rooms-Duits keizer
- Myriam Maximiliaan de Marchant et d’Ansembourg (1908-2006), Duits-Nederlands gravin (Myriam von Fürstenberg)
- Maximiliaan van Mexico (1832-1867), keizer van Mexico
- Manfred Max-Neef (1932-2019), Chileens econoom
- Jack Maxwell, Amerikaans acteur
- James Clerk Maxwell (1831-1879), Schots natuurkundige
- Lois Maxwell (1927-2007), Canadees actrice
- William Maxwell (1876-1940), Schots voetballer en voetbalcoach

## May

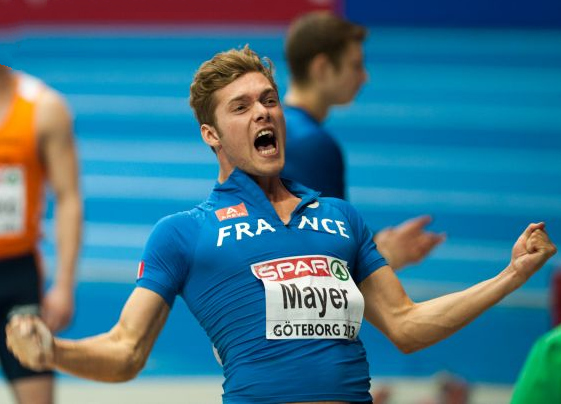
Kévin Mayer, 2013

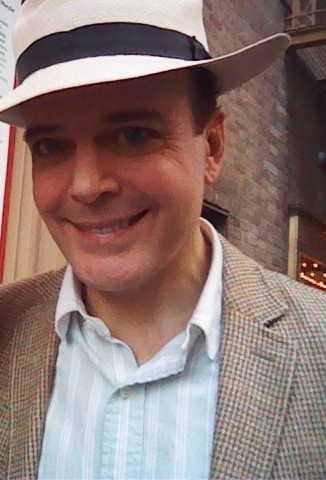
Jefferson Mays, 2014

- Alexa May (1981), Oekraïens pornoactrice
- Arthur May (1903-1979), Surinaams politicus
- Brian May (1947), Brits rockmusicus
- Corinna May (1970), Duits zangeres
- Deborah May, Amerikaans actrice
- Derrick May (1963), Amerikaans dj
- Eva May (1902-1924), Oostenrijks actrice
- Fiona May (1969), Brits/Italiaans atlete
- James May (1963), Brits presentator
- Karl May (1842-1912), Duits schrijver
- Mia May (1884-1980), Oostenrijks actrice
- Theresa May (1956), Brits politica
- Tina May (1961-2022), Brits jazzzangeres
- John Mayall (1933-2024), Brits gitarist, toetsenist en componist
- Wilhelm Maybach (1846-1929), Duits machinebouwer en industrieel
- Jacqueline Mayence-Goossens (1932), Belgisch politica
- Constant Mayer (1829-1911), Frans kunstschilder
- Kévin Mayer (1992), Frans atleet
- Leonardo Mayer (1987), Argentijns tennisser
- Matthias Mayer (1990), Oostenrijks alpineskiër
- Paul Mayer (1911-2010), Duits curiekardinaal
- Jim Mayes (1920-1970), Amerikaans autocoureur
- Arthur Mayeur (1882-1954), Belgisch syndicalist en politicus
- Yvan Mayeur (1960), Belgisch politicus
- Curtis Mayfield (1942-1999), Amerikaans musicus
- Kenneth Mayhew (1917-2021), Brits militair en ridder Militaire Willemsorde
- Daniel Nlandu Mayi (1953-2021), Congolees bisschop
- Peter Mayle (1939-2018), Brits schrijver
- Kelvin Maynard (1987), Surinaams voetballer
- Iban Mayo (1977), Spaans wielrenner
- Miranda Rae Mayo, Amerikaans actrice
- Virginia Mayo (1920-2005), Amerikaans filmactrice
- Federico Mayor Zaragoza (1934), Spaans wetenschapper en politicus, directeur-generaal van Unesco
- Albina Mayorova (1977), Russisch atlete
- Ernst Mayr (1904-2005), Duits-Amerikaans bioloog
- Jefferson Mays (1965), Amerikaans acteur
- Tristin Mays (1990), Amerikaans actrice en zangeres
- Willie Howard Mays jr. (1931-2024), Amerikaans honkbalspeler
- Philippe Maystadt (1948-2017), Belgisch politicus
- Floyd Mayweather jr. (1977), Amerikaans bokser

## Maz

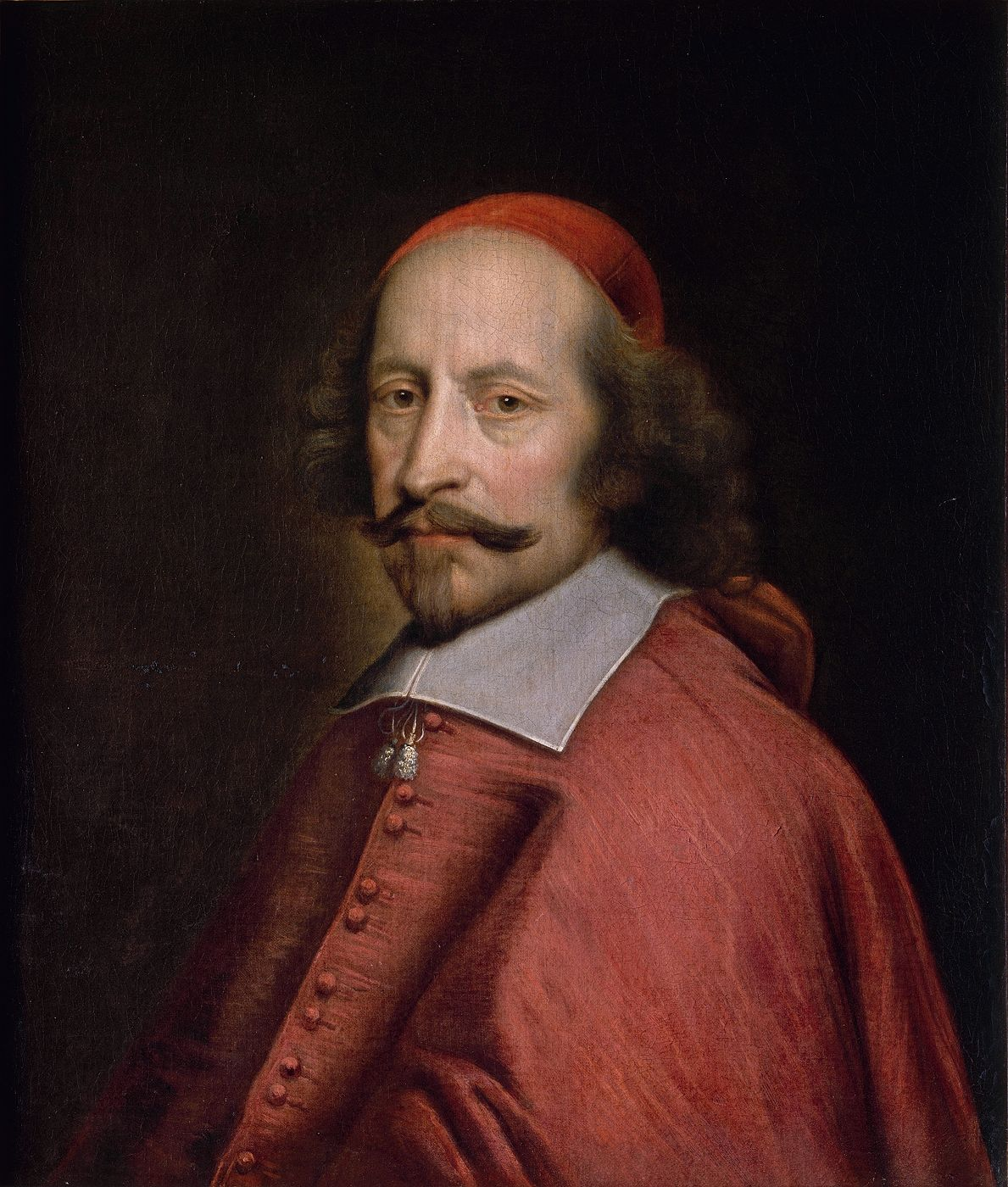
kardinaal Jules Mazarin

- Andrés Mazali (1902-1975), Uruguayaans voetballer, atleet en basketballer
- kardinaal Jules Mazarin (1602-1661), Italiaans-Frans geestelijke en politicus
- Tina Maze (1983), Sloveens alpineskiester
- Jules Mazeman de Couthove (1811-1879), Belgisch politicus
- Abu Mazen (1935), Palestijns president (Mahmoud Abbas)
- Nikita Mazepin (1999), Russisch autocoureur
- Wijda Mazereeuw (1953), Nederlands zwemster
- Maria Marinela Mazilu (1991), Roemeens skeletonster
- Vytautas Mažiulis (1926-2009), Litouws taalkundige
- Andrej Mazoenov (1967), Russisch tafeltennisser
- Dmitri Mazoenov (1971), Russisch tafeltennisser
- Anderson Mazoka (1943-2006), Zambiaans politicus
- Medardo Joseph Mazombwe (1931-2013), Zambiaans kardinaal
- Stanley Mazor (1941), Amerikaans computeringenieur
- Tadeusz Mazowiecki (1927-2013), Pools schrijver en politicus
- Peter Mazur (1922-2001), Oostenrijk-Nederlands natuurkundige en hoogleraar
- Rafał Mazur (1971), Poolse basgitarist
- Stanisław Mazur (1905-1981), Pools wiskundige
- Alfred Mazure (1914-1974), Nederlands stripauteur
- Paul Mazursky (1930-2014), Amerikaans filmregisseur, producent, scenarioschrijver en acteur
- Valeria Mazza (1972), Argentijns model en ondernemer
- Giuseppe Mazzini (1805-1872), Italiaans patriot, filosoof en politicus
- Paolo Mazzoleni (1974), Italiaans voetbalscheidsrechter